# Ligne 5 du tramway d'Île-de-France
Pour les articles homonymes, voir Ligne 5.
La ligne 5 du tramway d'Île-de-France, en abrégé la ligne T5, est la première ligne de tramway sur pneumatiques d'Île-de-France. Exploitée par la Régie autonome des transports parisiens (RATP), elle relie la station Marché de Saint-Denis (tramway d'Île-de-France) (Seine-Saint-Denis) à la gare de Garges - Sarcelles (Val-d'Oise) depuis le 29 juillet 2013, après six années de travaux et plusieurs retards, notamment en raison du retard de livraison des rames dû à des difficultés financières du constructeur du matériel roulant Translohr.
Longue de 6,6 km, c'est la plus courte ligne de tramway d'Île-de-France. Ses prévisions initiales de fréquentation sont très largement dépassées amenant à relever sa fréquence de circulation et à commander des rames supplémentaires.

Plan schématique de la ligne T5.

## Histoire

### Ancêtres
La ligne 5 du tramway d'Île-de-France, dite plus simplement T5est l'héritière des lignes de tramway suivantes, bien plus anciennes, dont la première a été créée en 1901.
- La ligne no 3 Mairie de Pierrefitte - Pont de Saint-Cloud de la compagnie des Tramways mécaniques des environs de Paris (TMEP)[3] par le Barrage de Saint-Denis (Place du Général-Leclerc), la gare de Saint-Denis, le pont de Saint-Ouen et les quais de la rive droite, ligne qui a fonctionné du 27 août 1901 au 30 mai 1910.

- La ligne PC, de Mairie de Pierrefitte à Porte de Clignancourt, créée par la Compagnie des tramways de Paris et du département de la Seine (TPDS), qui a circulé du 1er juin 1910 au 18 mai 1936. Lors de la fusion des compagnies de tramways au sein de la Société des transports en commun de la région parisienne (STCRP) de 1921, elle prit le no 65, et, en 1926, transportait 1 500 000 voyageurs par an.

- La ligne de tramway no 11b de la STCRP, créée le 1er mai 1922, et reliant Gare de l'Est au Barrage de Pierrefitte (croisement des routes nationales 1 et 16) en passant par Carrefour Pleyel, la porte de Paris, l'église Saint-Denys-de-l'Estrée et la place du Général-Leclerc à Saint-Denis (Seine-Saint-Denis) et montait à Pierrefitte  par la nationale no 1, en desservant la mairie. Elle transportait 4 400 000 voyageurs en 1926.

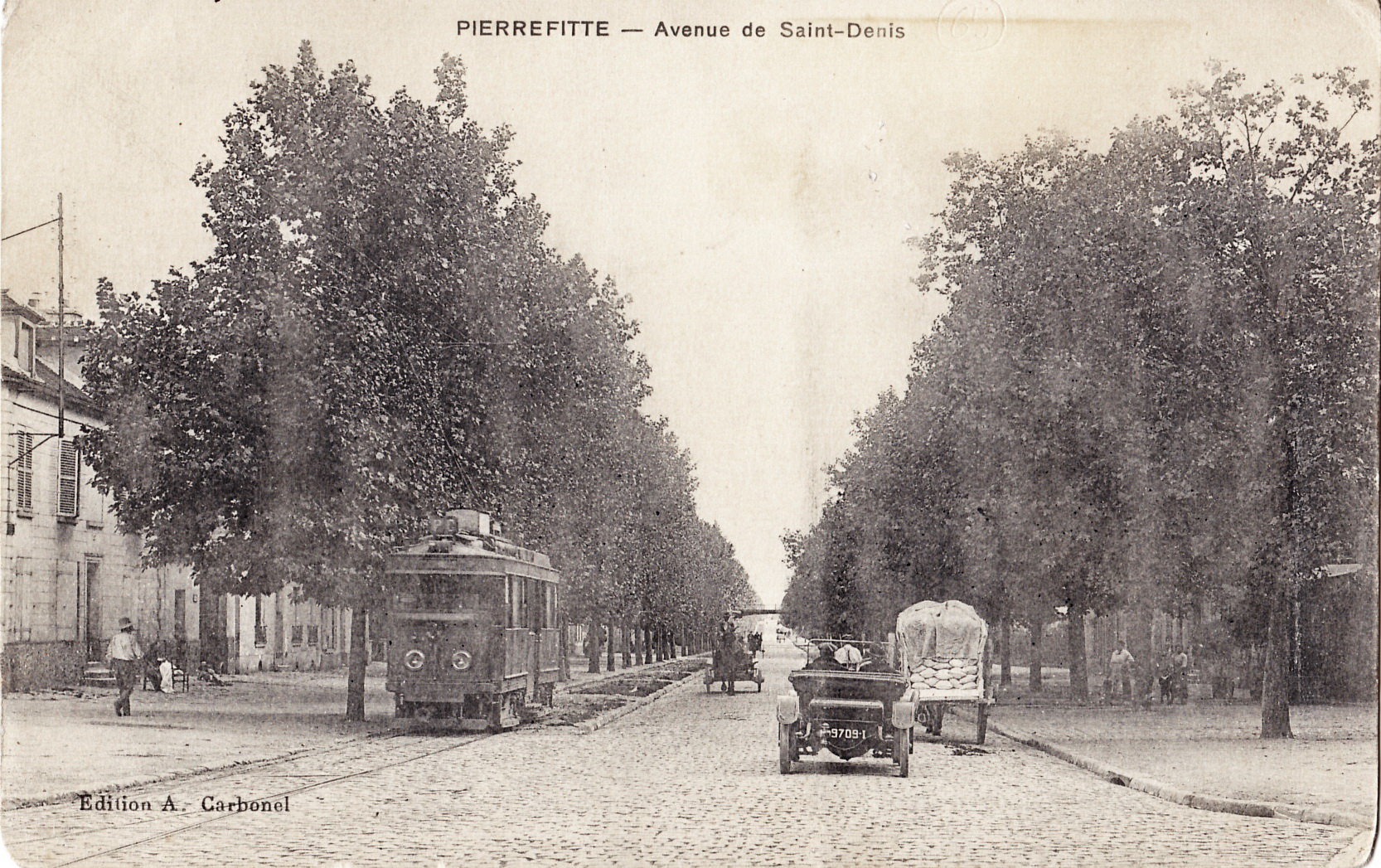
Tramway de la ligne PC des TPDS sur l'actuelle avenue Lénine à Pierrefitte.
La ligne T5 passe au même endroit, mais au centre de la chaussée et à double voie.

Le tronc commun du 11b et du 65 situé entre le Barrage de Saint-Denis (place du Général-Leclerc) et le terminus de Pierrefitte était à voie unique, les tramways pouvant se croiser à des évitements aménagés aux diverses stations.

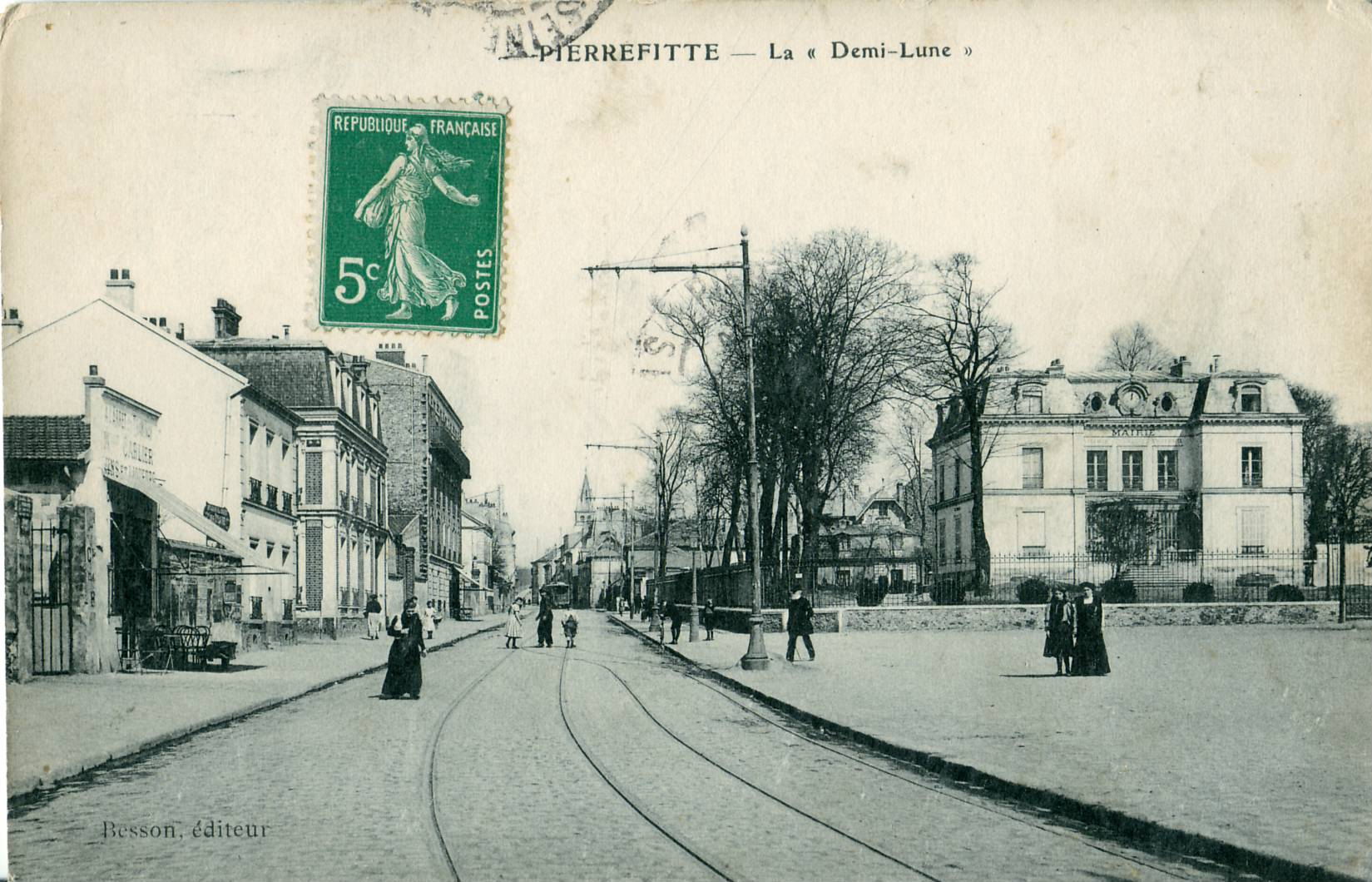
Les tramways du début du XX, à voie unique et évitement aux stations, utilisaient l'ancien tracé de la route nationale no 1, par la rue de Paris à Pierrefitte dont on voit ici la mairie dans son état initial.
La nouvelle ligne la contourne par la gauche, en utilisant la déviation de la RN 1.

Vers 1930, il y avait sept départs à l'heure de pointe et trois en heure creuse pour la Porte de Clignancourt (ligne 65), où l'on pouvait rejoindre la ligne 4 du métro de Paris, ainsi que la place de la République par le 11b. Il fallait alors 34 minutes pour faire le trajet Pierrefitte - Porte de Clignancourt.
Le 18 mai 1936, la STCRP supprima les deux lignes no 11b et 65, au profit d'une desserte par des autobus, alors considérés comme plus modernes.
Toute la partie nord de la ligne no 11b correspond sensiblement au tracé de la ligne T5, même si toutefois, l'ancienne ligne no 11b empruntait la rue de Paris à Pierrefitte, qui est le tracé historique de la route nationale 1. La nouvelle ligne passe par la déviation de la nationale (boulevard Jean-Mermoz), créée en 1938. On peut considérer que la ligne de bus RATP 168 sur son tracé d'avant 2013 aura été le lien entre les anciens tramways de Pierrefitte et le tramway sur pneus.

### Chronologie
- 22 novembre 2006 : adoption de la convention de financement du projet par le STIF[6]
- 30 juin 2010 : soudure du premier rail[7]
- 29 juillet 2013 : inauguration du tramway T5[1]

### Vers le retour du tramway

#### Projet de site propre sur la nationale 1
Le Schéma directeur de la région Île-de-France (SDRIF) arrêté en 1994 contient le projet de créer un transport en site propre reliant Saint-Denis Université (alors futur terminus de la métro 13) à Gare de Garges - Sarcelles du RER D. Plusieurs options sont alors ouvertes par le Syndicat des transports parisiens (STP) entre notamment un tramway sur fer et un bus en site propre au centre de la RN1, voie dont le réaménagement et la pacification semblent d'autant plus urgents qu'il est craint un afflux de véhicules issus d'un prolongement prochain de l'autoroute A16. En décembre 1995, la Ville de Pierrefitte regrette que le STP semble abandonner l'idée du tramway alors que l'insertion de couloirs bus plus large que les emprises d'un tramway viendront rogner l'espace restant.
En 1995-1996, une étude sur la desserte en transports en commun en site propre du secteur élargi de la Plaine Saint-Denis est réalisée.
En 1998, une mission d’étude sur l’insertion de ce site propre sur les voies existantes, en particulier la RN 1 est organisé.
Du 6 septembre 1999 au 1er octobre 1999, la concertation préalable sur le projet est organisée sur un tracé finalisé entre Garges-Sarcelles et Marché de Saint-Denis.
Le 18 mai 2000, le contrat de plan État-Région 2000-2006 est signé. Il fait mention de la « création d’une ligne de transport en commun en site propre entre la station Marché de Saint-Denis, place du 8-Mai-1945 à Saint-Denis, et le pôle gare RER D Garges-Sarcelles », mais aussi du choix privilégié d'un tramway sur pneus malgré les réserves de la RATP.

#### Lancement du projet de tramway sur pneus
Le 10 octobre 2000, le Syndicat des transports d'Île-de-France (STIF, devenu Île-de-France Mobilités) approuve le schéma de principe prévoyant la création d'une ligne de tramway sur pneumatiques exploitée par la RATP pour un coût de 53 millions d'euros, montant alors inscrit dans le contrat de Plan État-Région 2000-2006. Toutefois, en 2002, son coût est réévalué à 99 millions d'euros, ce qui fait craindre un moment aux municipalités concernées sa transformation en ligne de bus en site propre.
Le vice-président du conseil régional chargé des transports Serge Méry réaffirme alors son engagement pour le tramway : « Cette nouvelle évaluation vient du fait, qu'à l'origine, les négociations ne portaient que sur un projet de bus en site propre, sans requalification des deux routes nationales ».
Le 11 juillet 2003, le STIF approuve le schéma de principe complémentaire du projet, précisant le schéma de l'année 2000 (insertion urbaine, caractéristiques techniques, coût) et prévoyant que la RATP devienne coordinatrice des maîtres d’ouvrage. Ainsi, le STIF, autorité organisatrice de transports en Île-de-France, a désigné comme maîtres d'ouvrages du projet :
- le département de la Seine-Saint-Denis pour les aménagements de voirie sur la Seine-Saint-Denis.
- le département du Val-d'Oise, pour les aménagements de voirie situés sur son territoire et au nord du carrefour dit du Barrage.
- la RATP, futur exploitant, pour le système de transport, c'est-à-dire la construction de la ligne elle-même, l'acquisition des rames, la construction du dépôt. La RATP coordonne également la mise en œuvre du projet, le suivi des délais et des coûts[13].

Dans un premier temps, la DDE était le maître-d'ouvrage délégué des deux départements. Après le transfert des RN 1 et RN 16 aux départements concernés, la maîtrise d'ouvrage des travaux de voirie est assurée par les services de chacun des conseils généraux.
Selon la RATP, le choix de la technologie est dû à l'estimation initiale à 30 000 du flux de voyageurs quotidien qui est jugé insuffisant pour envisager un tramway sur fer. De plus, le tram sur pneus a un rayon de braquage beaucoup plus serré (10,50 m) : « Cette caractéristique a permis la construction du site de maintenance (13 000 m2) à Pierrefitte, sur une parcelle extrêmement contrainte (...) La forte densité de circulation constitue l'une des principales difficultés de ce chantier. Sur l'ex-RN1, le trafic horaire atteint 2 000 véhicules aux heures de pointe ». Or, la plate-forme est largeur de 5,60 m, soit 20 cm de moins que pour un tramway sur fer. Le coût global est alors estimé à 163 millions d'euros (aux conditions économiques de 2006),.
Le 8 janvier 2004, lors du débat de la commission de suivi du STIF concernant le choix de roulement du Tram'Y (devenu tramway T8), le roulement sur fer a été retenu pour cette ligne, contrairement à la ligne T5, pour les raisons suivantes :
- le NTL Translohr STE5 permet une capacité horaire maximale de 1 920 voyageurs par heure avec un intervalle de 6 minutes, qui ne permet aucune marge de manœuvre en cas de croissance significative du trafic, généralement observée à la suite de l'ouverture d'une ligne de tramway ;
- un tramway sur fer est d'une capacité plus élevée, pour une longueur inférieure, ce qui réduit l'impact sur la gestion des carrefours et les travaux de génie civil à engager grâce à des quais moins longs ;
- l'étroitesse du Translohr (2,20 m) ne permet en réalité aucun gain de place significatif par rapport à un tramway fer, l'emprise sur la voie publique étant équivalente en raison du mode de roulement ;
- le Translohr, est le seul véhicule sur pneumatiques existant répondant au cahier des charges, ce qui fait peser un risque industriel sur la pérennité de l'exploitation, totalement dépendante d'un constructeur unique (le système propriétaire empêchant toute mise en concurrence entre constructeurs, dépendance et risque de faillite du constructeur) ;
- le mode de guidage par rail central impose la présence de bandes de roulement pour les pneumatiques et limite les parties engazonnables de la plateforme.

L'enquête publique sur le projet est réalisée du 12 janvier 2004 au 13 février 2004.Le 4 février 2005, l'arrêté de déclaration d'utilité publique du projet est publié,.
Le 22 novembre 2006, la convention de financement du projet est approuvée par le Syndicat des transports d'Île-de-France et le projet est inscrit au CPER 2007-2013 signé le 23 mars 2007.

### Réalisation du tramway sur pneus

#### Lancement des travaux

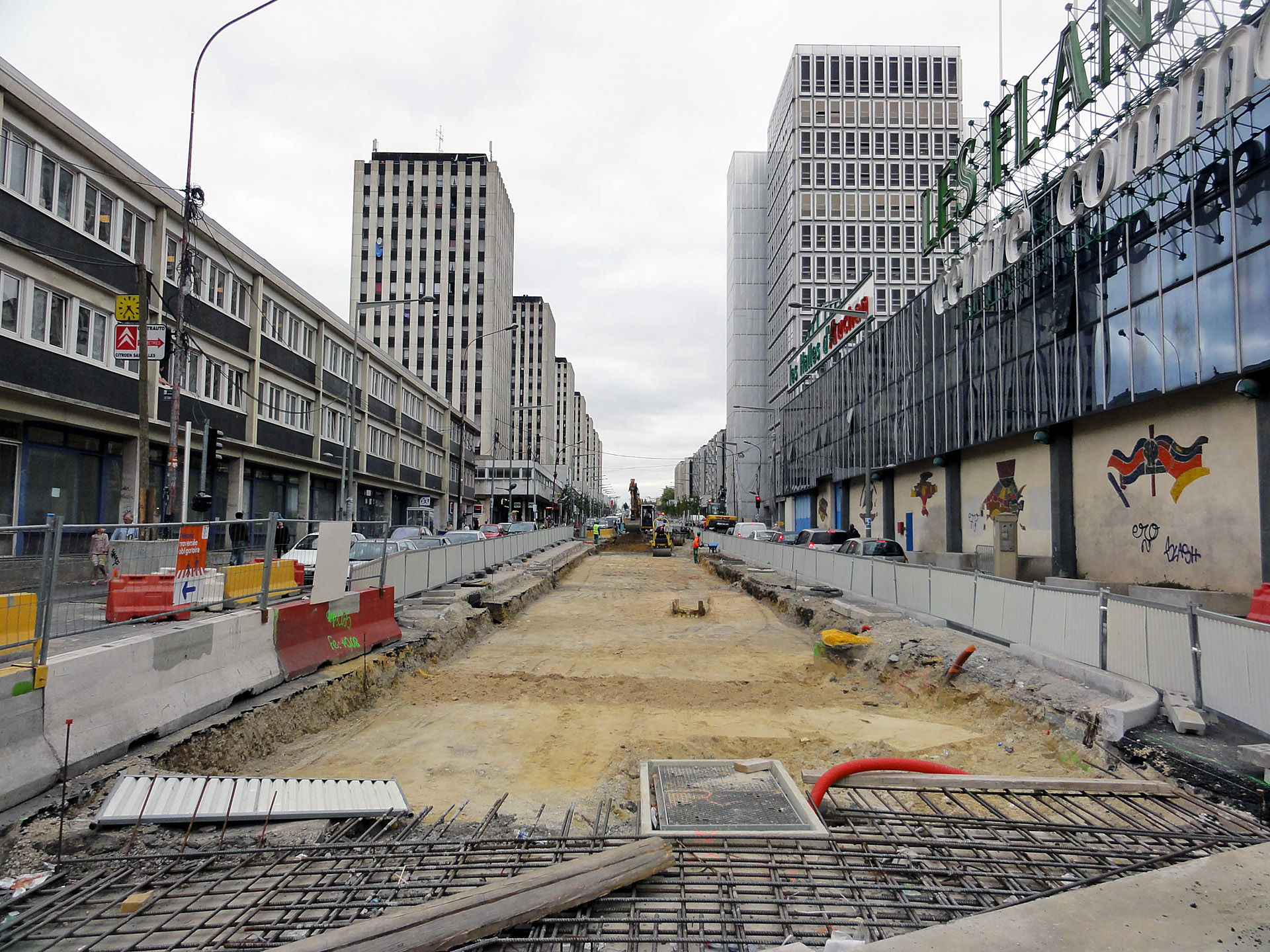
Les travaux du T5 avenue du 8 mai 1945 à Sarcelles, devant le centre commercial Les Flanades. La plateforme est toujours en cours de réalisation en octobre 2011.

En septembre 2007, la réalisation de la ligne de tramway sur pneumatiques débute à Sarcelles par les travaux préliminaires de déviation de réseaux, réalisés jusqu'en août 2008 ainsi qu'avec le réaménagement de la gare de Garges - Sarcelles.
En août 2008, les travaux de construction de la ligne et d'aménagement de ses abords débutent, avec le remplacement du pont-rail de la ligne de Grande Ceinture à Pierrefitte-sur-Seine, un ouvrage de 650 tonnes et de 17,50 m d'ouverture datant de la fin du XIXe siècle. Son remplacement est décidé en raison de sa vétusté, de sa largeur, et la forme de sa voûte surbaissée qui ne permettait pas d'implanter dans l'axe de la nationale, les deux voies du tramway et d'y maintenir une circulation routière à 2x2 voies, ainsi que les trottoirs et pistes cyclables.
Afin de ne pas interrompre trop longtemps le trafic sur la route nationale no 1, la pose du nouveau tablier du pont-rail nécessite l'utilisation d'une technique rare, pour ne durer que quatre jours, entre le 11 août 2008 et le 15 août 2008 : quatre remorques automotrices synchronisées — de marque Kamag — munies de quarante-huit roues chacune transportent sur 300 mètres le tablier préfabriqué de 1 000 tonnes et de 32 mètres de long. Grâce à des vérins hydrauliques, ces robots téléguidés ont ensuite posé le tablier sur ses appuis définitifs, le tout en une seule nuit, celle du 14 au 15 août 2008,.

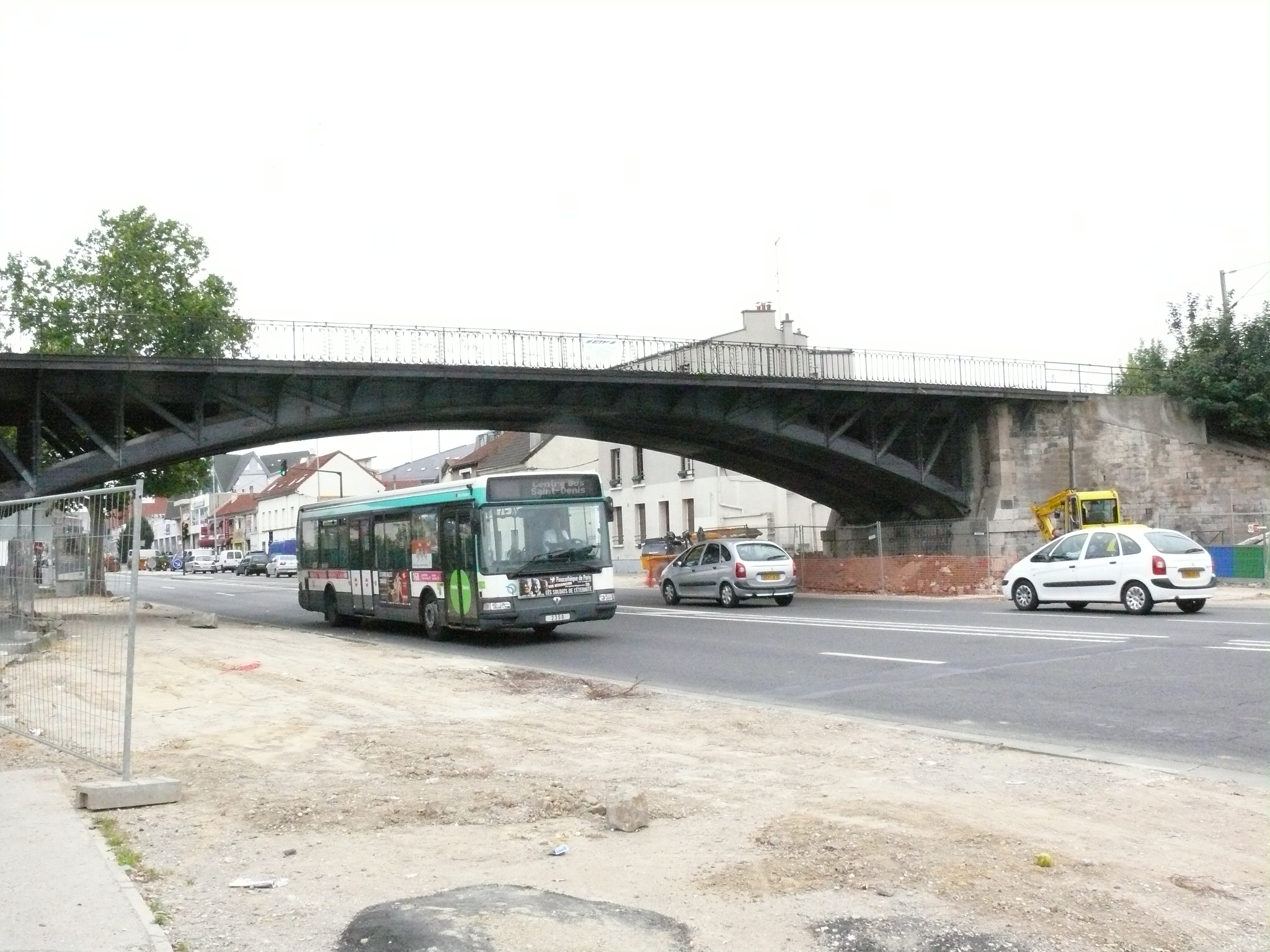
Quelques jours avant la destruction du pont de la ligne de Grande Ceinture.
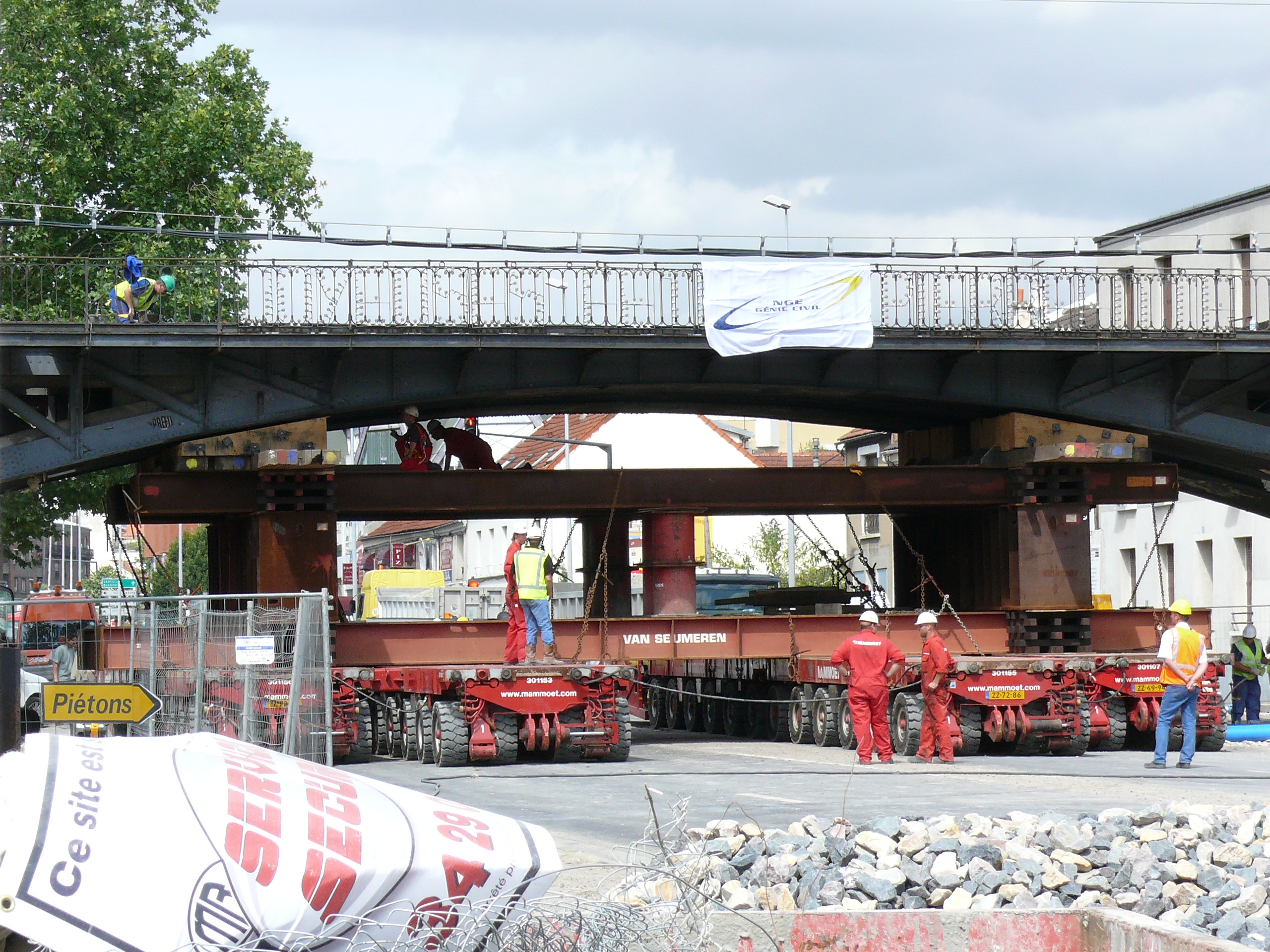
Le 11 août 2008, les quatre remorques automotrices synchronisées Kamag sont positionnées sous l'ancien ouvrage afin de le lever et de le déplacer.
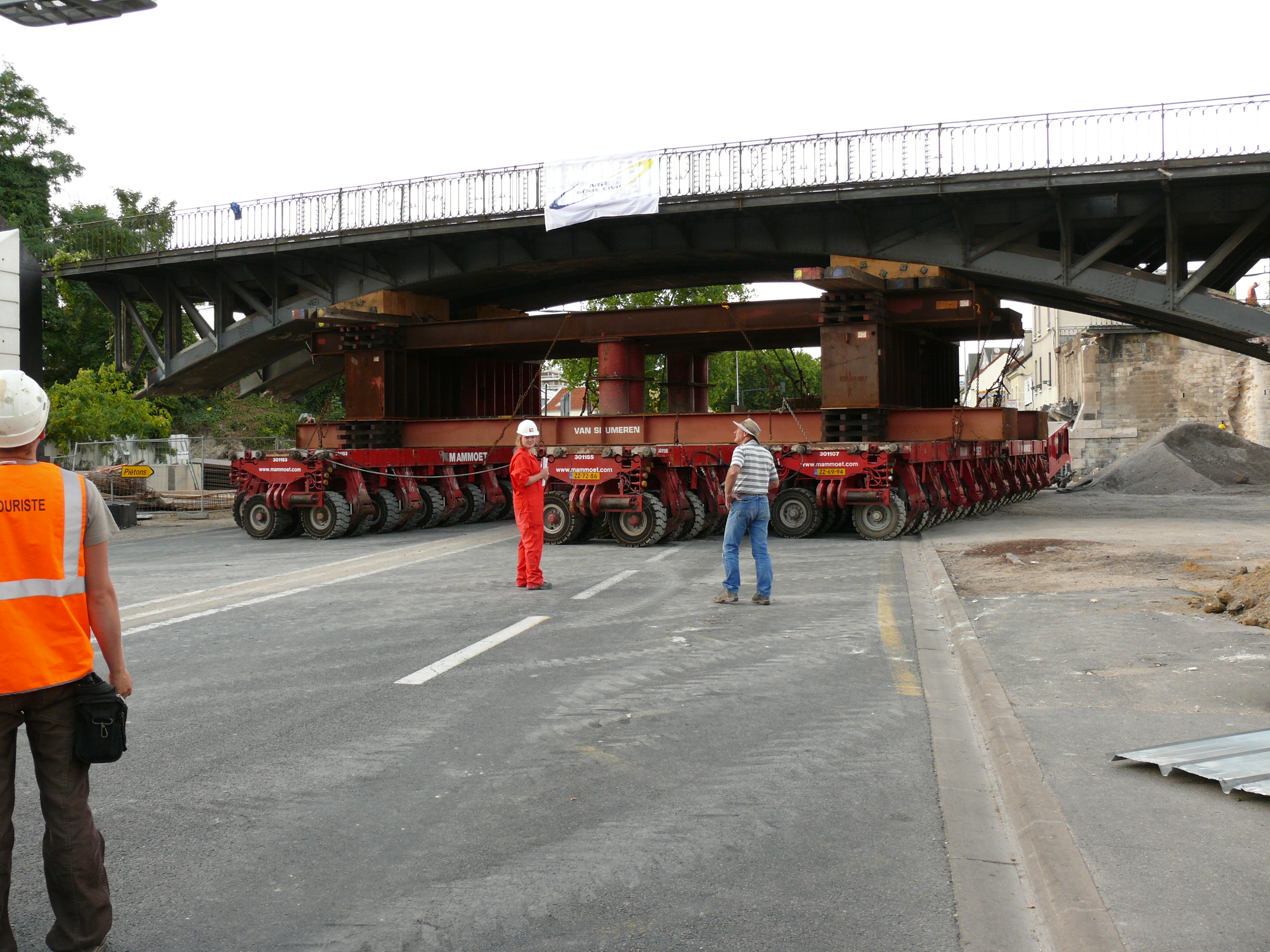
Déplacement de l'ancien tablier, lourd de 650 tonnes[19], vers le chantier de l'entreprise sur des remorques Kamag.
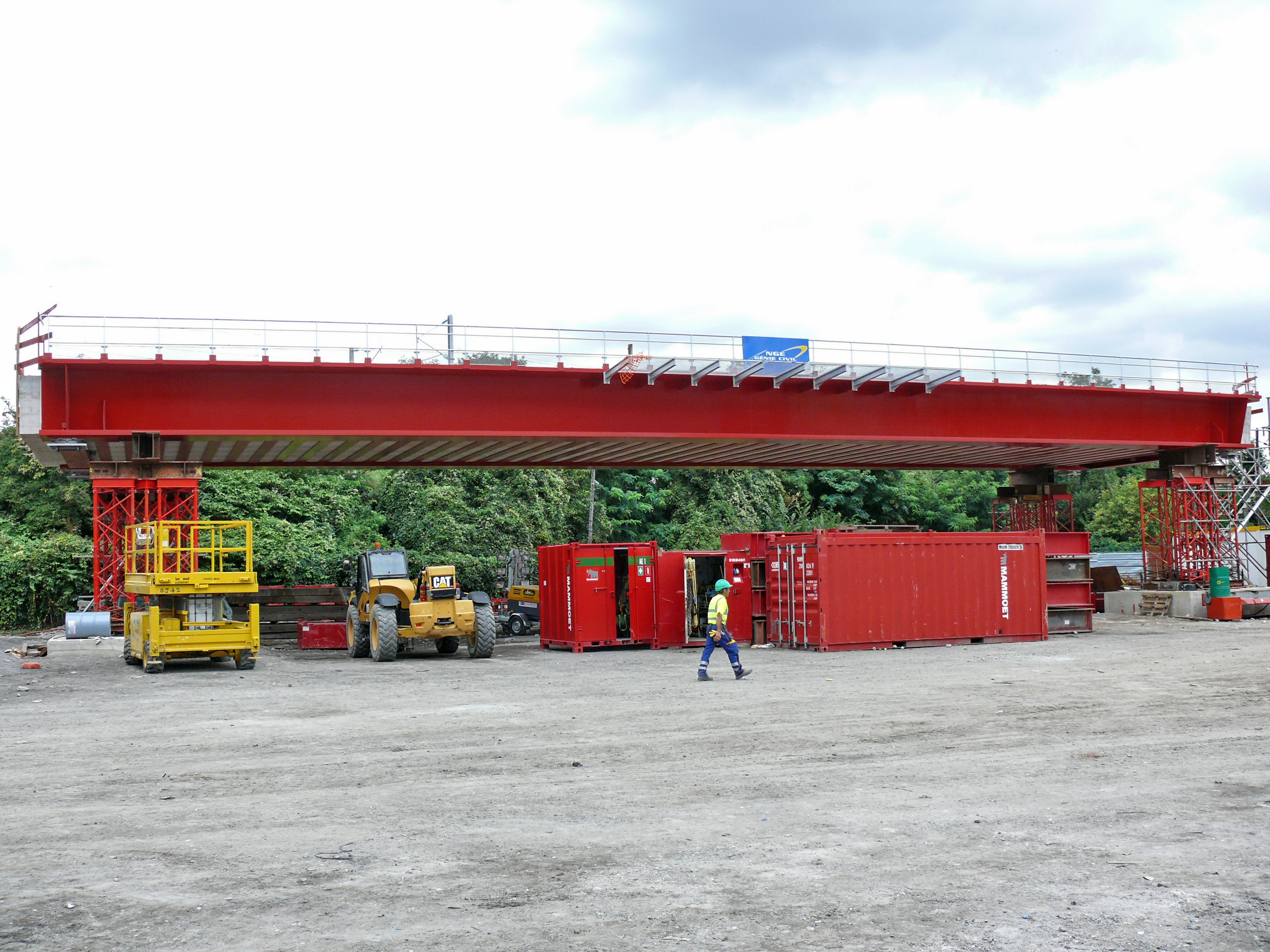
Le nouveau tablier en acier et béton armé, en attente sur le chantier jouxtant la nationale, est prêt à être posé, ce qui a lieu la nuit du 14 août 2008.

En janvier 2009, de nombreux platanes d'alignement sont abattus, à la fois en raison de leur état sanitaire dégradé et de leur implantation gênante pour la réalisation du projet. Ils sont remplacés par des robiniers (dits « faux acacias »), des féviers d’Amérique et des sophoras japonica. Ces essences de la famille des papilionacées ont été retenues en raison de leur feuillage persistant de coloris variés, ainsi que de leurs formes variables selon les espèces, d'une bonne résistance au milieu urbain et aux maladies,.

#### Tramway nommé T5

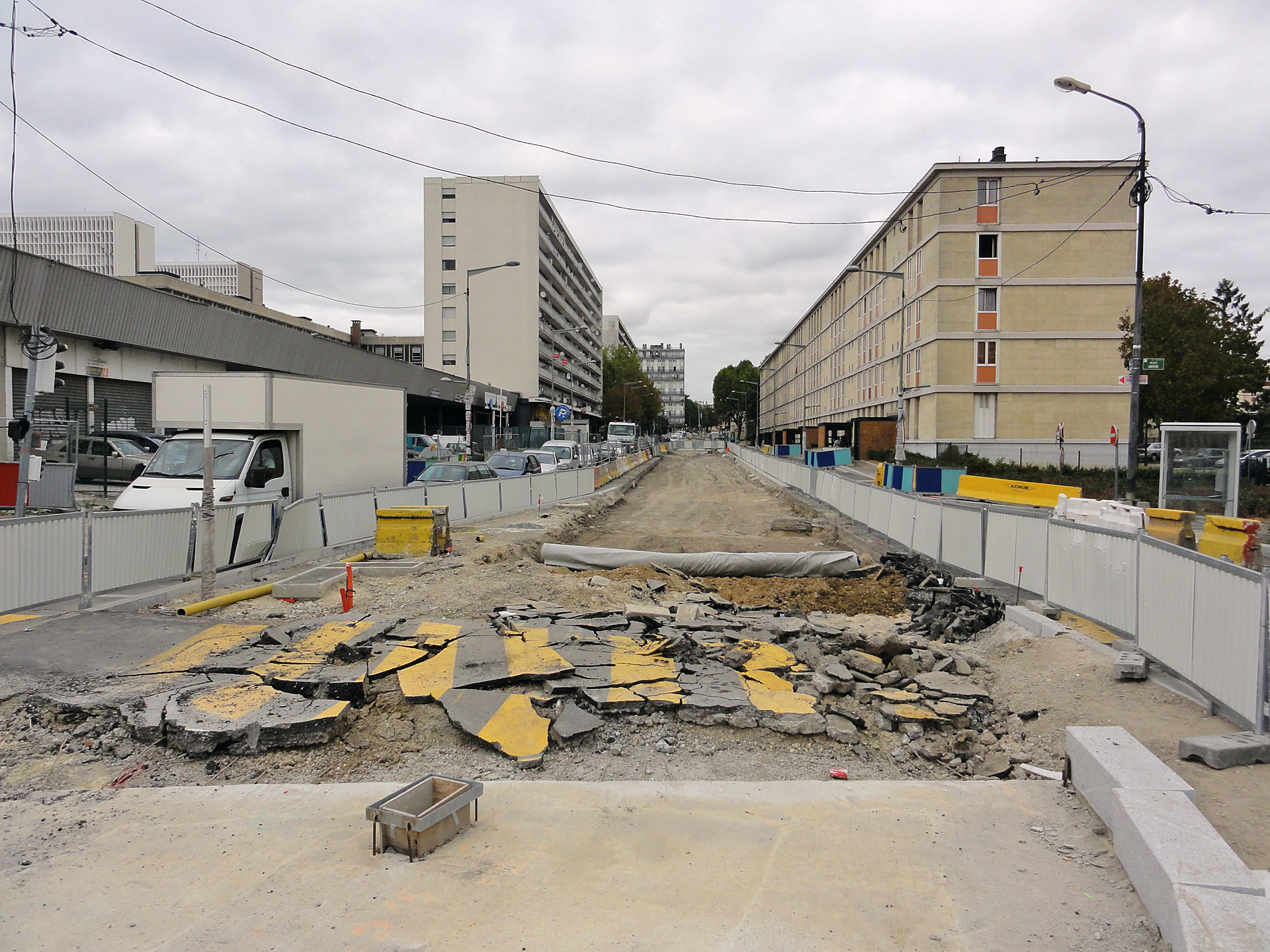
En octobre 2011, la plateforme en cours de réalisation, boulevard Édouard-Branly à Sarcelles.

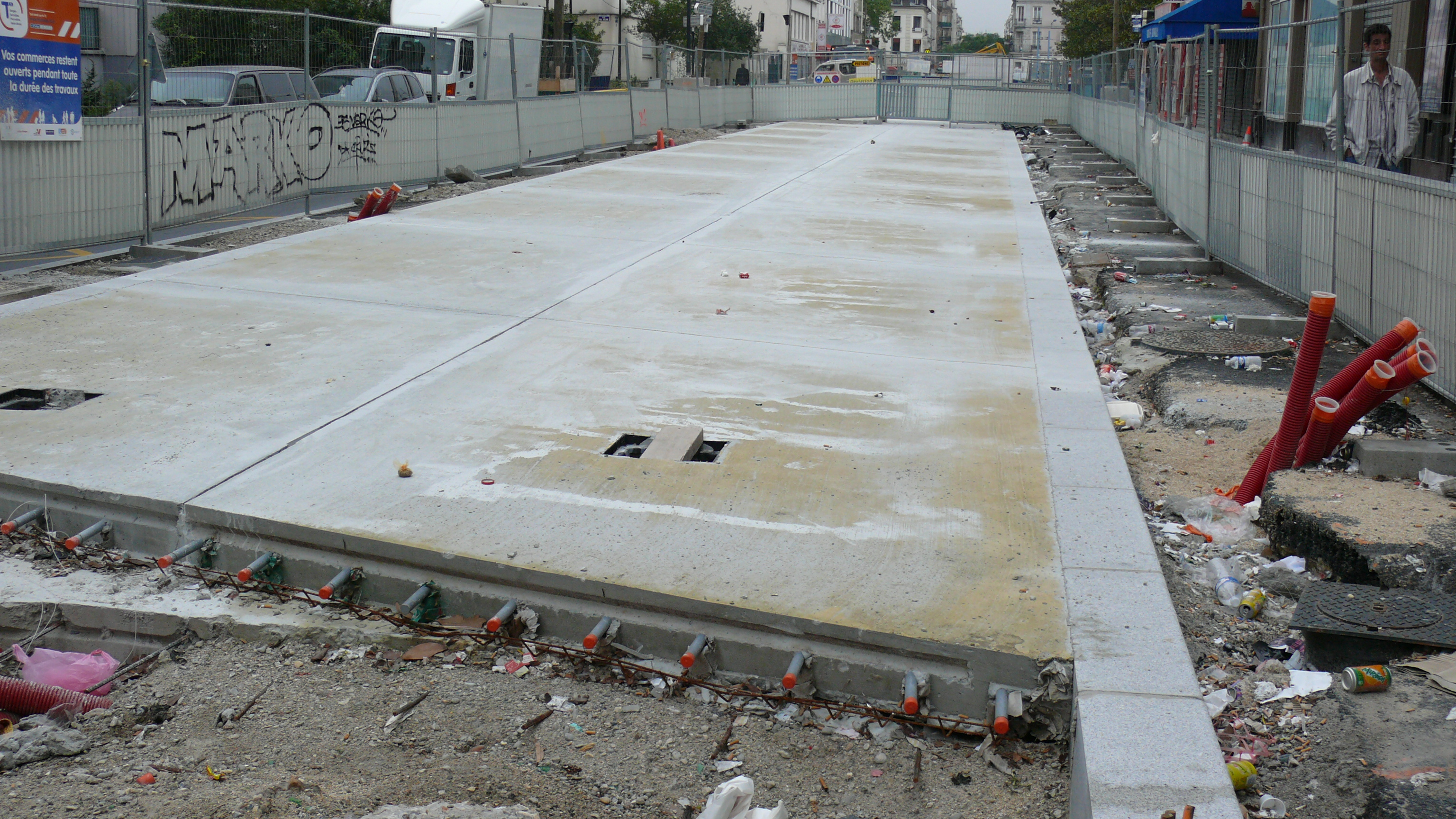
Coulage en août 2011 de la plate-forme en béton armé, rue Gabriel-Péri à Saint-Denis. La dalle sera ensuite entaillée, pour permettre la pose du rail de guidage.

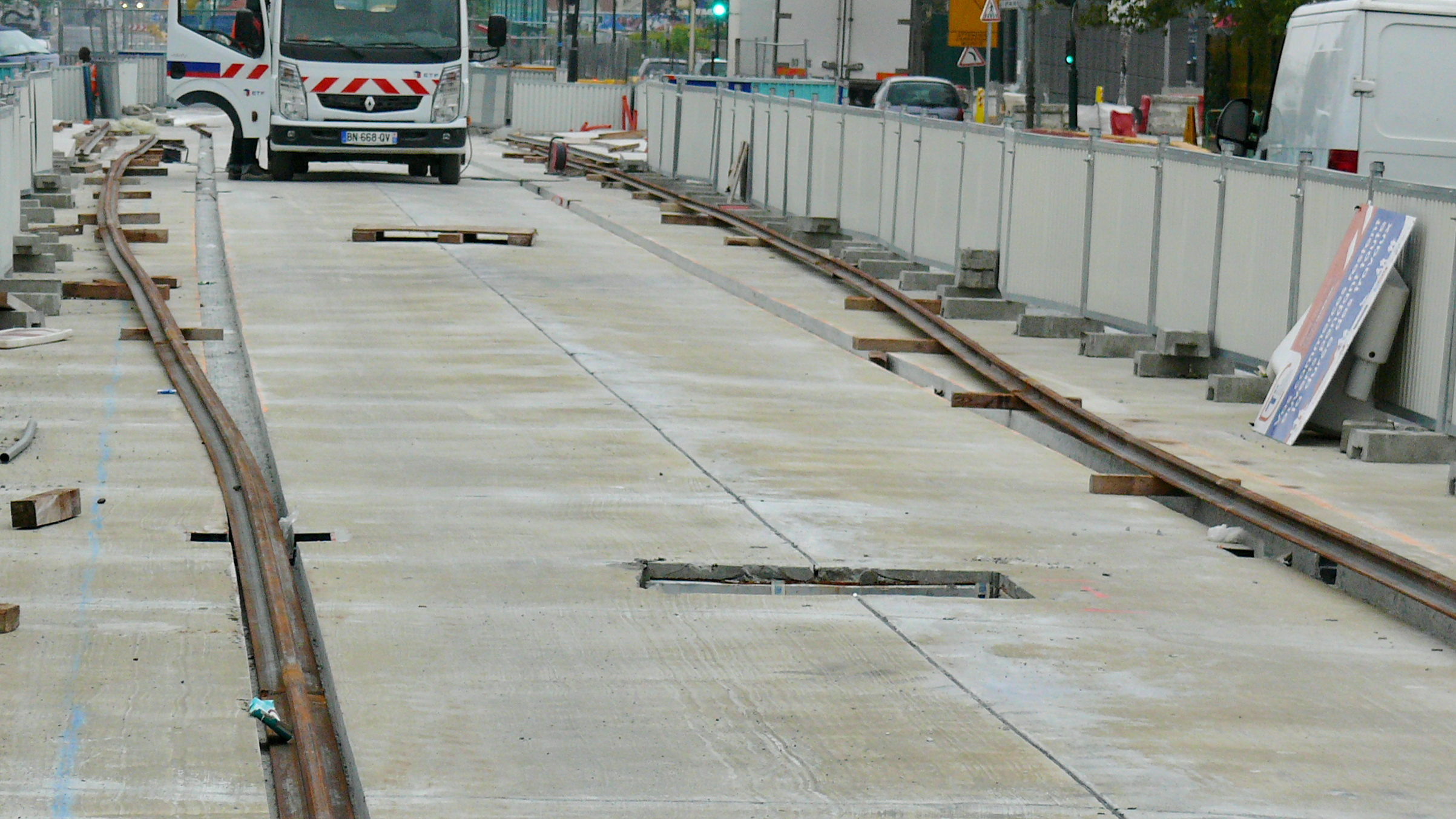
Pose du rail de guidage dans la plate-forme en béton. Ce sont les fixations qui donneront au rail sa rigidité.

Les travaux de la nouvelle ligne démarrent en Seine-Saint-Denis le 19 janvier 2009 avec en particulier le retrait du mobilier urbain existant et les dévoiements des réseaux concessionnaires. Le 11 février 2009, le STIF décide d'attribuer à cette ligne, le numéro « 5 ».
Le 30 juin 2010, le premier rail est soudé lors d'une cérémonie officielle en présence d'élus du Val-d'Oise, de la Seine-Saint-Denis, de la région Île-de-France et de représentants de la RATP et de l’État,. Toutefois, comme ailleurs, les travaux provoquent de nombreux problèmes de circulation ainsi que la plainte des commerçants, en raison de la baisse de leur chiffre d'affaires et des nuisances du chantier.
Le 28 janvier 2011, la commande du matériel roulant de la ligne a été passée auprès du constructeur Lohr Industrie, de tramways Translohr STE3[réf. souhaitée]. Le 7 novembre 2011, le STIF, la RATP, la Banque européenne d’investissement et le groupe BPCE ont présenté le contrat de crédit-bail destiné à financer les nouveaux matériels roulants des lignes de tramway T3, T5, T6, T7 et T8. À cette occasion, le design des tramways destinés aux lignes T7 et T8 a été présenté à la presse,.
Le projet a subi plusieurs retards, sa mise en service ayant d'abord été envisagée en 2007-2008, puis début 2011 et enfin en décembre 2012,
En mars 2012, la première rame a été livrée, permettant le lancement des essais.
En mai 2012, les essais de nuit débutent sur la ligne du tramway, entre 22 h et 4 h du matin. Les premières rames de tramway ont circulé durant deux nuits sur la zone d'essai de Pierrefitte-sur-Seine pour tester leur réaction au freinage en station et en situation d'urgence.
En juin 2012, les essais de nuit se sont poursuivis à Pierrefitte-sur-Seine, afin de mesurer les vibrations et les effets acoustiques du matériel, entre le Pont de la Grande Ceinture et celui du pont de Creil.

#### De Lohr Industrie à NewTL
Le 4 juin 2012, le groupe Lohr, fabricant du futur matériel roulant de la ligne, en grande difficulté financière depuis plusieurs mois, dépose son bilan faute d'un accord avec Alstom concernant le rachat de sa filiale de tramways sur pneus Translohr, faisant peser une menace sur la livraison effective des rames commandées, dont seuls deux exemplaires étaient livrés à cette date. Toutefois, la cessation de paiement pouvait laisser quelques mois à la société pour honorer sa commande.
Le 11 juin 2012, le conseil d’administration de la RATP s'est réuni en séance extraordinaire afin de renoncer aux 5,1 millions d'euros de pénalités dues à cette date par l'entreprise alsacienne Lohr Industrie au titre des projets de lignes de tramways sur pneus T5 et T6 et s'engager auprès d'Alstom pour l’exécution des contrats existants, sans majoration de prix,. Cette décision s’est inscrite dans le cadre du projet de reprise de l'activité Translohr, de l'entreprise alsacienne, par Alstom et par le Fonds stratégique d'investissement (FSI), sous l’impulsion d’Arnaud Montebourg, ministre du Redressement productif. Ainsi, Alstom (51 %) et le FSI (49 %) ont repris 100 % de cette activité dans une entreprise dénommée NewTL,.
Le 9 juillet 2012, deux rames de la ligne commencent à effectuer leurs premiers essais en journée sur l'ensemble du tracé, ceci pour une première session de trois semaines. Elles ne transportent aucun voyageur, et circulent à faible allure,. Cette mise en situation du tramway dans son environnement permet de scruter à la loupe les traversées de carrefours, les virages délicats, le phasage des feux, sans oublier la signalisation et tous les équipements liés aux stations.

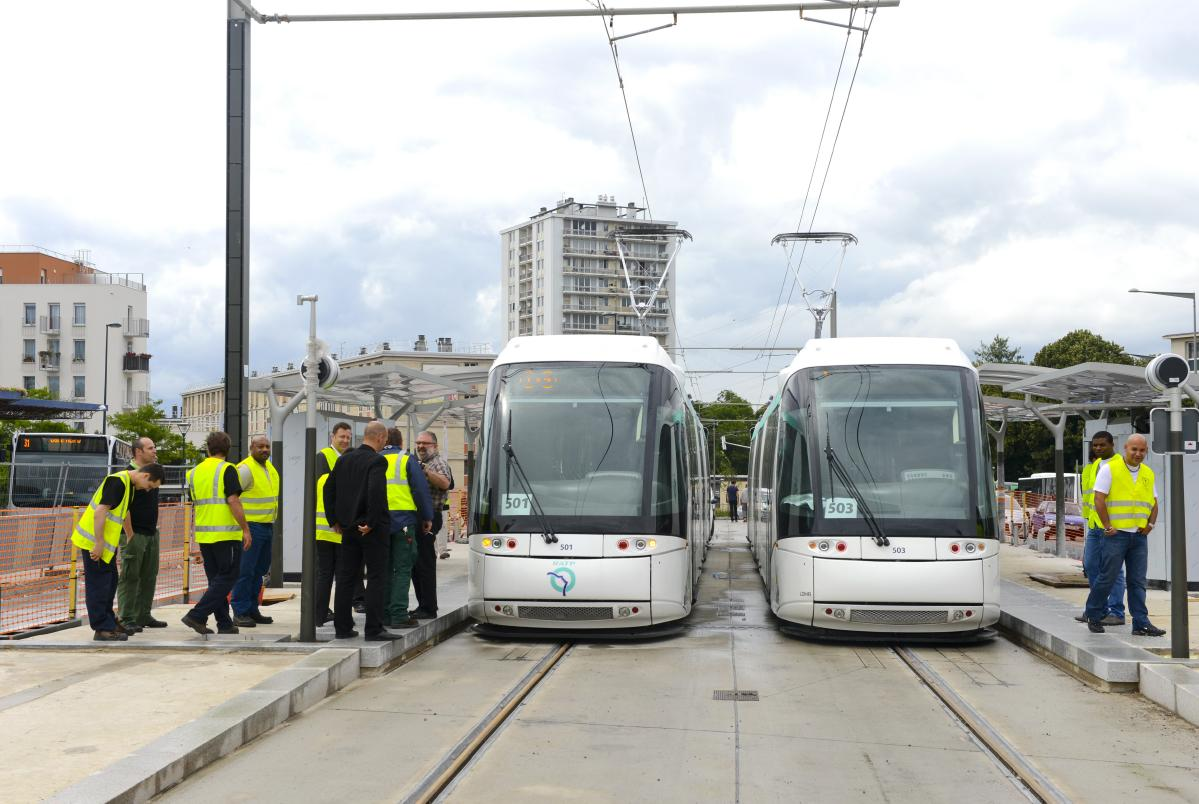
Les rames Translohr STE3 nos 501 et 503, durant les essais, en octobre 2012.

En septembre 2012, les essais se poursuivent et la formation des futurs conducteurs débutent : plus de quatre-vingts agents RATP ont pris place à bord des rames pour s’aguerrir aux spécificités de la conduite de ce nouveau matériel roulant sur pneus puis découvrir le parcours de la nouvelle ligne.
Le 26 juin 2013, la « marche à blanc » débute pour une durée de quatre semaines. Les tramways assurent alors un service normal, respectant les bons horaires et les bonnes fréquences, dans des conditions réelles de circulation, sans toutefois pouvoir prendre de voyageur pour des raisons de sécurité. Elle permet de roder le fonctionnement de la ligne et de parfaire la familiarisation des conducteurs. Pour les piétons, automobilistes et conducteurs de deux roues, elle offre à tous le temps de s’habituer à la cohabitation avec le tramway dans des conditions normales d’exploitation. Il s'agit ainsi d'une étape obligatoire pour l’obtention de l’autorisation préfectorale de mise en service de la ligne,.
La ligne est finalement ouverte au public le 29 juillet 2013.

#### Critiques du projet

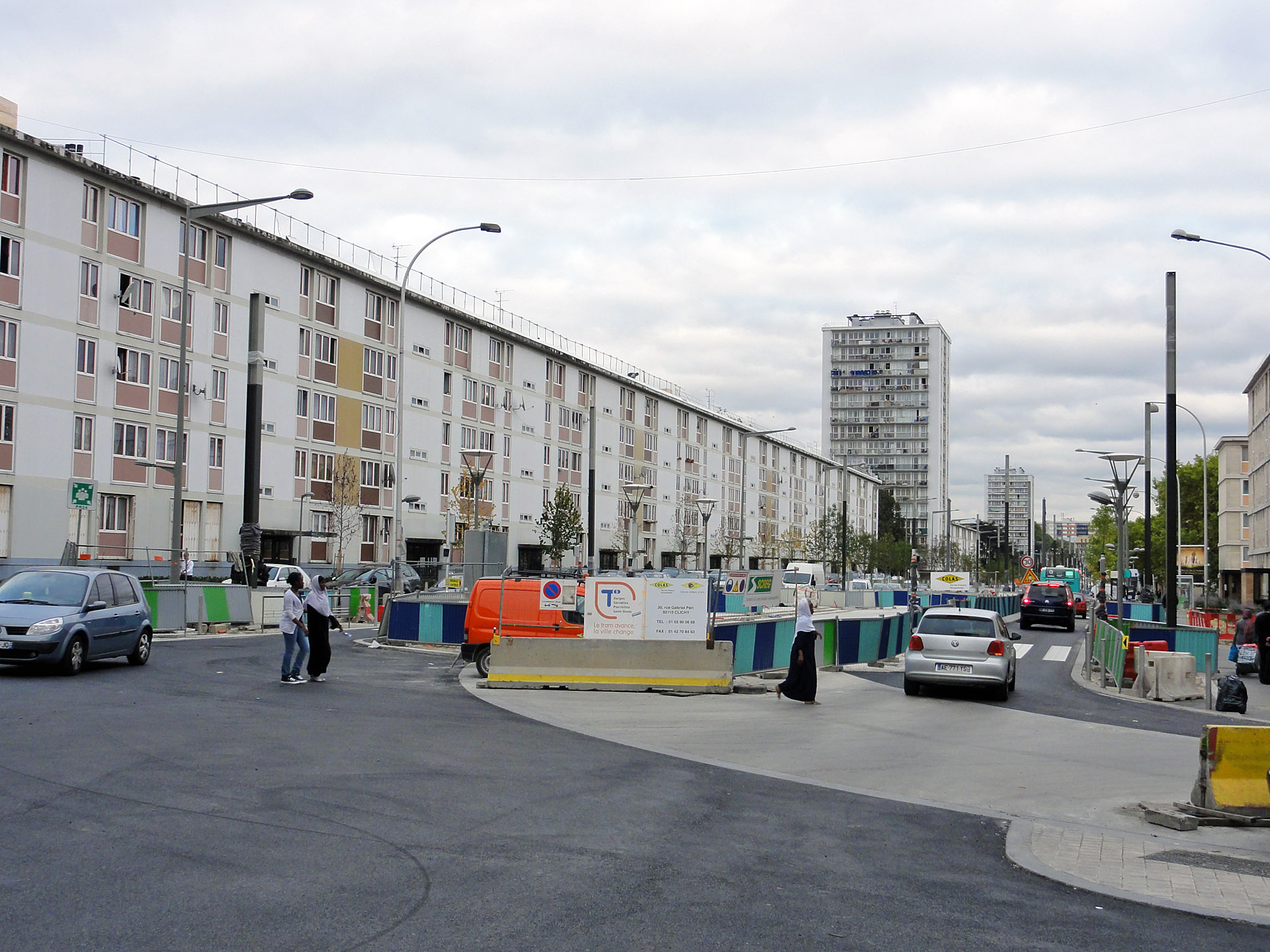
Courbe de la plateforme, à l'angle du boulevard Branly (à droite) et de l'avenue Paul-Valéry à Sarcelles, vue en octobre 2011 lors des travaux.

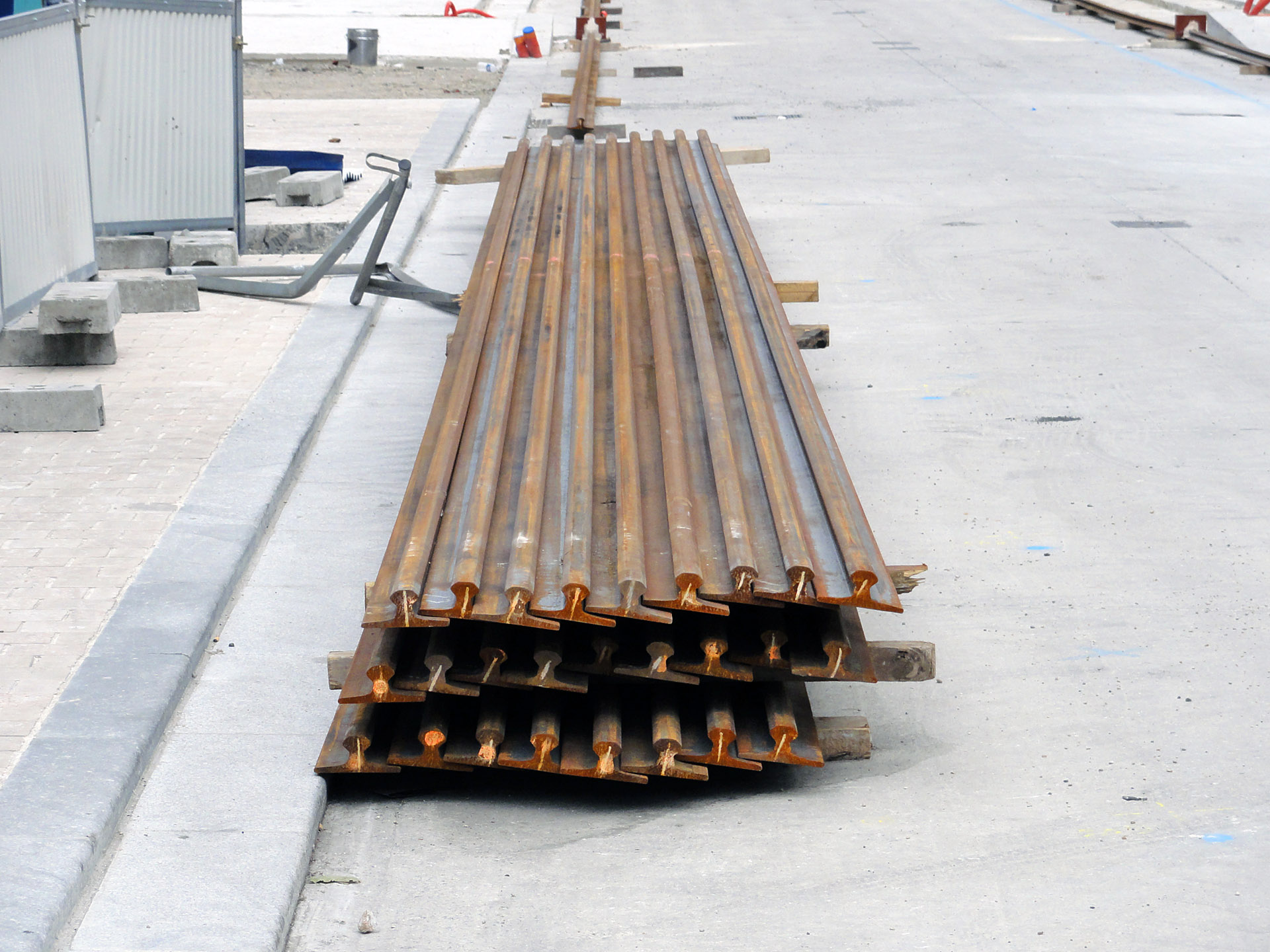
Le rail de guidage du Translohr, ici en attente de pose.
Sa forme, spécifique, n'est pas traditionnelle en guidage ferroviaire…

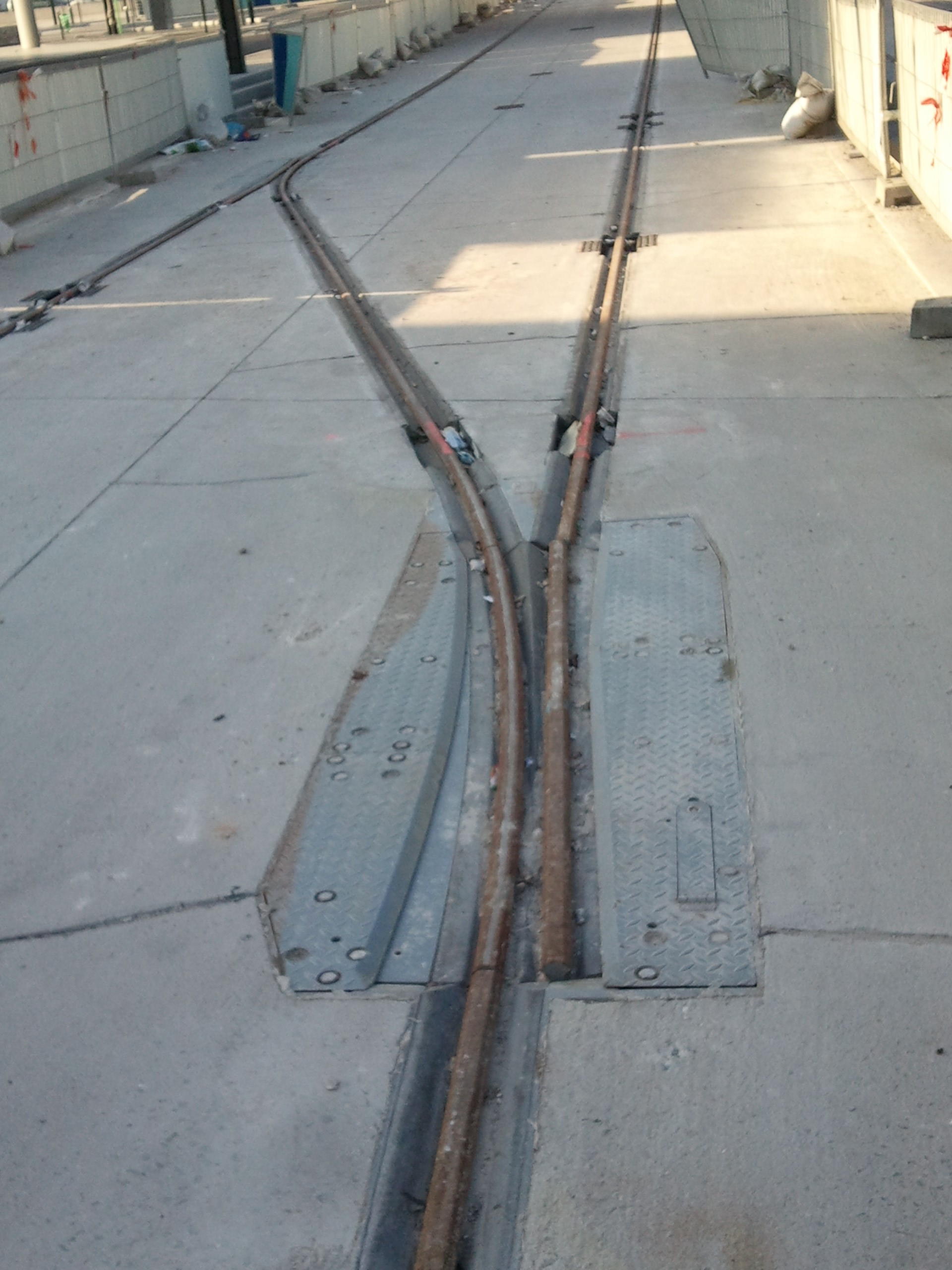
… et implique des appareils de voie très particuliers, tel cet aiguillage.

Le choix d'un tramway sur pneumatiques fait toutefois l'objet de vives critiques, à la suite des divers incidents connus par d'autres réseaux équipés de matériels similaires,,. Le choix technologique du pneumatique pose en effet des problèmes de diverses natures. Il est incompatible avec la technologie fer, empêchant tout croisement d'une ligne sur roulement fer, et toute interconnexion avec d'autres lignes dotées de ce roulement, en particulier le T1 et le T8 à Saint-Denis. Cette incompatibilité empêche les rames de la ligne T5 de pouvoir circuler sur ces deux lignes. Il empêche également une mutualisation des commandes de matériels roulant pour plusieurs lignes ou la maintenance dans des ateliers communs.
Ce choix a été, selon le président du comité départemental économique et professionnel de la RATP, imposé à l'exploitant par les élus locaux, en dépit des doutes exprimés par la RATP sur sa fiabilité, en particulier après l'expérience clermontoise.
Lors du débat de la commission de suivi du STIF du 8 janvier 2004 concernant le choix de roulement du Tram'Y (devenu T8), le roulement sur fer a été retenu pour cette ligne, contrairement à la ligne T5.
Concernant l'argument du bruit, la différence selon le type de roulement est estimée négligeable. Les vibrations sont en revanche inférieures avec un roulement sur pneus, mais une pose antivibratile, comme réalisée sur le T1 à Saint-Denis, permet de limiter considérablement cette nuisance dans le cas d'un roulement fer, ce qui rend l'avantage du pneu peu significatif. Par ailleurs, le système guidé sur pneus peut amener rapidement la formation d'ornières, tout particulièrement sur du béton bitumineux, ce qui engendre, outre un bruit croissant pour les riverains et un roulis pour les usagers, des coûts d'exploitation équivalents voire supérieurs au tramway classique.
Le matériel roulant sélectionné, le Translohr STE3, est également nettement plus onéreux qu'un tramway classique sur fer, pour une capacité bien plus réduite : constitué de quinze rames d'une capacité de 127 voyageurs, il a un coût total équivalent aux vingt-et-une rames du T3, d'une capacité unitaire de 304 voyageurs (52 millions d'euros pour le T5 contre 52,8 millions d'euros pour le T3).
La réalisation d'un aménagement pour bus articulés, adaptée au trafic estimé de la ligne, aurait un coût de réalisation très inférieur pour une efficacité comparable, selon une étude européenne sur le bus à haut niveau de service. Un bus articulé peut en effet emporter jusqu'à 150 voyageurs, soit une vingtaine de plus qu'une rame STE3 Translohr, pour un coût nettement inférieur. Un bus articulé de type MAN Lion's City G employé par la RATP, coûte en effet environ 325 000 euros, pour une durée de vie maximale de quinze ans, contre 3,5 millions d'euros pour une rame STE3, d'une durée de vie estimée à trente ans, soit cinq fois moins cher à durée de vie comparable.
Les coûts d'infrastructure, annoncés comme plus réduits grâce au choix d'un tramway sur pneus, se montent à 163 millions d'euros pour 6,6 km, soit 24,7 millions d'euros du kilomètre, montant à comparer aux 24,3 millions d'euros du kilomètre du prolongement du T1 à l'ouest (119,02 millions d'euros pour 4,9 km), réalisé dans un cadre urbain similaire et durant la même période, incluant le renforcement nécessaire d'un pont sur la Seine. Ces coûts ont par ailleurs fortement augmenté comparativement à ceux indiqués lors de l'enquête publique réalisée début 2004 : l'infrastructure, estimée alors à 123 millions d'euros (réaménagement du pôle de Garges inclus), est annoncée à 163 millions. Le coût estimé du matériel roulant, 27,44 millions d'euros, a depuis presque doublé. La vitesse commerciale, un temps annoncée à 20 km/h au lieu de 14 pour le bus, a depuis été revue à 17,7 km/h pour le lancement. L'intervalle minimal entre deux rames est remonté de quatre à cinq minutes.
Dans un rapport sur les transports ferroviaires régionaux en Île-de-France de novembre 2010, la Cour des comptes estime que la RATP est avant tout soucieuse d'exploiter le maximum de lignes avant la mise en concurrence prévue de son réseau, en dépit des importantes réserves techniques et financières qu'elle exprime sur les projets de tramways sur pneus. Bien qu'elle n'ait pas participé à l'élaboration du projet, la RATP a été désignée en tant qu'exploitant et maître d'ouvrage de la partie tramway. Le conseil d'administration de l'entreprise a ainsi accepté, en juin 2003, le schéma de principe complémentaire du projet pour un coût d'infrastructure doublé par rapport à l'enveloppe inscrite au contrat État-Région, le coût de l'infrastructure s'envolant de 53 millions d'euros à 116 millions d'euros (valeur janvier 2000). Toutefois, plusieurs administrateurs de la RATP ont émis des critiques sur le coût du projet, dont la rentabilité socio-économique pourrait être de seulement 7 %, ainsi que son impact sur les comptes de l'entreprise, le manque de fiabilité de la technologie choisie ainsi que sur la vitesse commerciale, qui apparaît à peine supérieure à celle d'un bus en site propre pour un coût considérablement plus élevé. Ces réserves expliquent pourquoi la RATP n'a, dans un premier temps, pas accepté le plan de financement de l'avant-projet.
Quelques semaines seulement après sa mise en service, la ligne est déjà victime de saturation, les rames de faible capacité peinant à faire face aux besoins, les prévisions de fréquentation ayant été largement dépassées. Toutefois, pour 2014, les objectifs de régularité sont atteints et la fréquentation dépassée démentant ainsi certaines inquiétudes de la Cour des comptes.

### Inauguration du T5
Le lundi 29 juillet 2013, la ligne T5 est ouverte au service voyageurs. Elle sera officiellement inaugurée à l'automne prochain. Afin de permettre aux habitants de découvrir le parcours de la nouvelle ligne de tramway, le STIF a offert l'accès libre et gratuit à l'ensemble de la ligne durant le week-end des 3 et 4 août 2013.
Simultanément, seize lignes de bus autour du T5 ont été modifiées et améliorées afin d'optimiser la complémentarité des bus et du tramway. Les lignes de bus 168 et 254 ont été supprimées, alors que les parcours des lignes RATP 253, 255, 256, 268, 269, 356, 368, 354 devenue 361, 556 devenue 337, N44 ont été modifiés. De plus, la ligne 37 du réseau de bus de la Vallée de Montmorency a été prolongée jusqu'à la station Les Cholettes par la gare de Groslay, tandis que la ligne 11 des CIF a vu ses interdictions de trafic local levées, permettant aux usagers d'emprunter indifféremment la ligne CIF 11 ou la ligne RATP 255, entre Marché de Saint-Denis et Stains - Le Globe. Enfin, la ligne 95.02 du réseau de bus Busval d'Oise a vu son itinéraire raccourci au niveau de Sarcelles grâce au passage par la route des Refuzniks, et son offre renforcée toute la journée entre Roissypôle et la gare de Sarcelles - Saint-Brice,.
En juillet 2017, simultanément à l'inauguration du T11, la ligne 168 est recréée sur une partie de son ancien parcours pour améliorer la desserte de l'avenue du général Gallieni et du quartier de la Butte-Pinson à Pierrefitte, qui était desservi à distance par le tramway. La ligne 268 retrouve son tracé historique à l'est de Pierrefitte et quitte l'axe du tramway.

## Tracé et stations

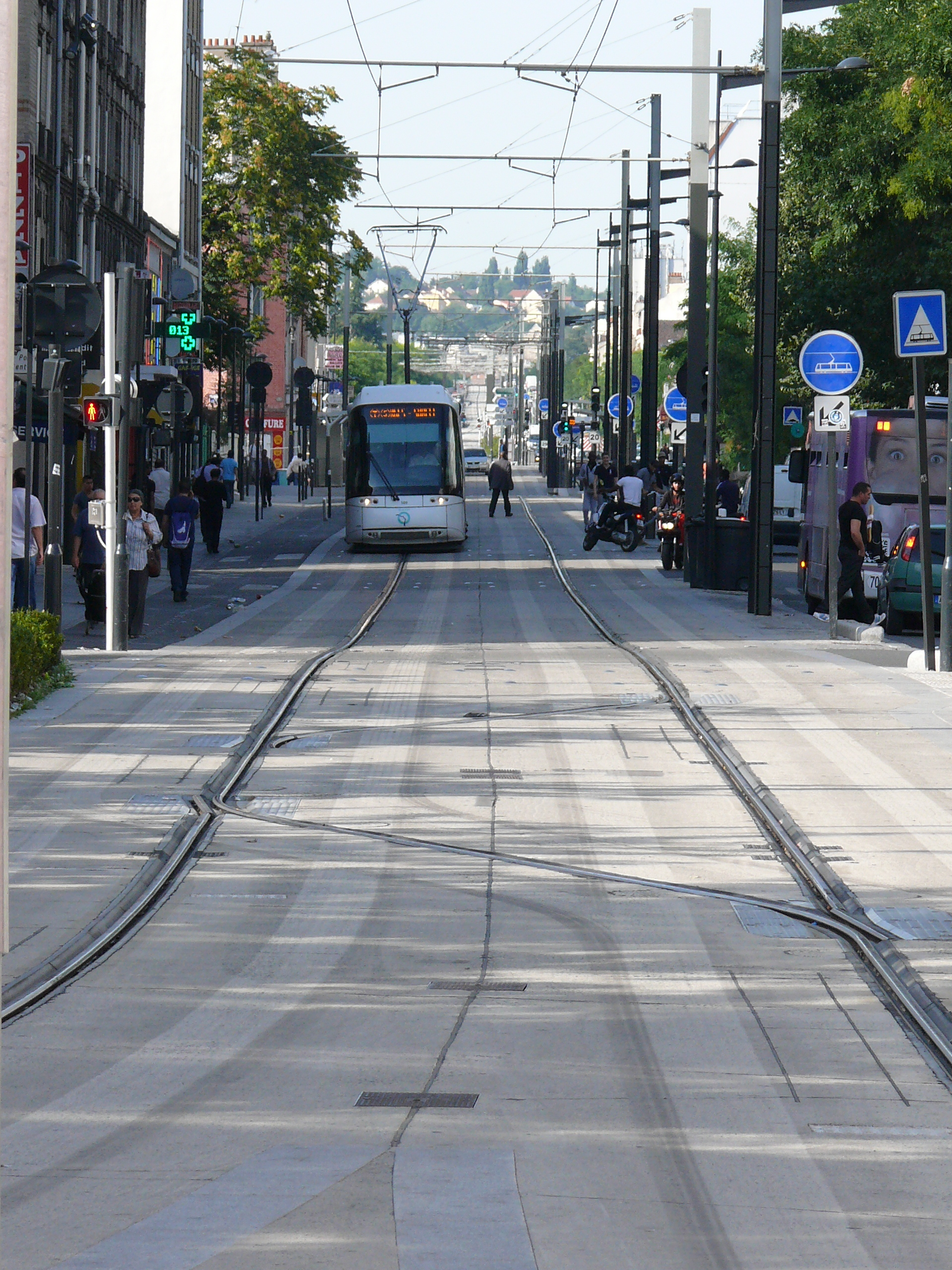
La rue Gabriel-Péri à Saint-Denis, entre les stations Baudelaire et Marché de Saint-Denis.
On distingue à l'arrière-plan la végétation de la Butte-Pinson.

La ligne de tramway T5, longue de 6,6 kilomètres, relie le marché de Saint-Denis, au nord de la commune de Saint-Denis, à la gare de Garges - Sarcelles. Elle constitue une liaison en site propre directe entre le nord de Plaine Commune et le sud du Val-d'Oise, desservant au passage les quatre communes suivantes : Saint-Denis et Pierrefitte-sur-Seine, en Seine-Saint-Denis ; Sarcelles et Garges-lès-Gonesse dans le Val-d'Oise.
Elle dessert seize stations, dont trois permettent une correspondance, d'une part à Saint-Denis avec la ligne de tramway T1 et, à distance, avec la ligne 13 du métro, d'autre part à la gare de Garges - Sarcelles avec le RER D. Le tracé concerne 86 000 habitants et salariés, situés à moins de 400 m d'une station.

### Tracé
La ligne T5 naît place du 8-Mai-1945 à Saint-Denis, à proximité immédiate de la station Marché de Saint-Denis de la ligne T1. Elle se dirige ensuite en direction du nord, suivant d'abord la rue Gabriel-Péri puis l'avenue Roger-Sémat  à Saint-Denis. Elle se poursuit en suivant l'axe de la route nationale 1 à travers Pierrefitte-sur-Seine, sur l'avenue Élisée-Reclus, l'avenue Lénine puis le boulevard Jean-Mermoz. Au niveau du barrage de Pierrefitte, la ligne s'incurve légèrement au nord-est vers l'avenue de la Division-Leclerc (ancienne route nationale 16), avant de s'engager franchement à l'est, sur l'avenue du 8-Mai-1945 à Sarcelles. Elle bifurque alors vers le nord après le centre commercial des Flanades, et se poursuit sur le boulevard Édouard-Branly. Le tracé s'oriente à nouveau vers l'est sur l'avenue Paul-Valéry, avant d'atteindre son terminus, la gare de Garges - Sarcelles.
La ligne T5 emprunte ainsi des axes routiers saturés, tels la route nationale 1 (50 000 véhicules par jour), la route nationale 214 (30 000 véhicules par jour), la RD 316 (ex-RN 16) (25 000 véhicules par jour) et la route départementale 125 (15 000 véhicules par jour, 23 000 à proximité de la gare de Garges - Sarcelles). De par son tracé, elle devrait, selon les concepteurs du projet, permettre un important transfert modal, favorisant ainsi les déplacements de ses usagers mais également, de ce fait, une plus grande fluidité sur les axes routiers concernés.
Le tramway permet d'améliorer la desserte de plusieurs quartiers classés politique de la ville, tels que le quartier des Poètes à Pierrefitte, en plein renouvellement urbain au moment de l'inauguration, le grand ensemble des Lochères, mais aussi de relancer l’urbanisation de l’îlot XI ou de la  ZAC « Cœur de ville » de Sarcelles. La ligne améliore la desserte des espaces commerciaux des Flanades à Sarcelles ou de la basilique à Saint-Denis, ainsi que du petit pôle commercial des Joncherolles à Pierrefitte.

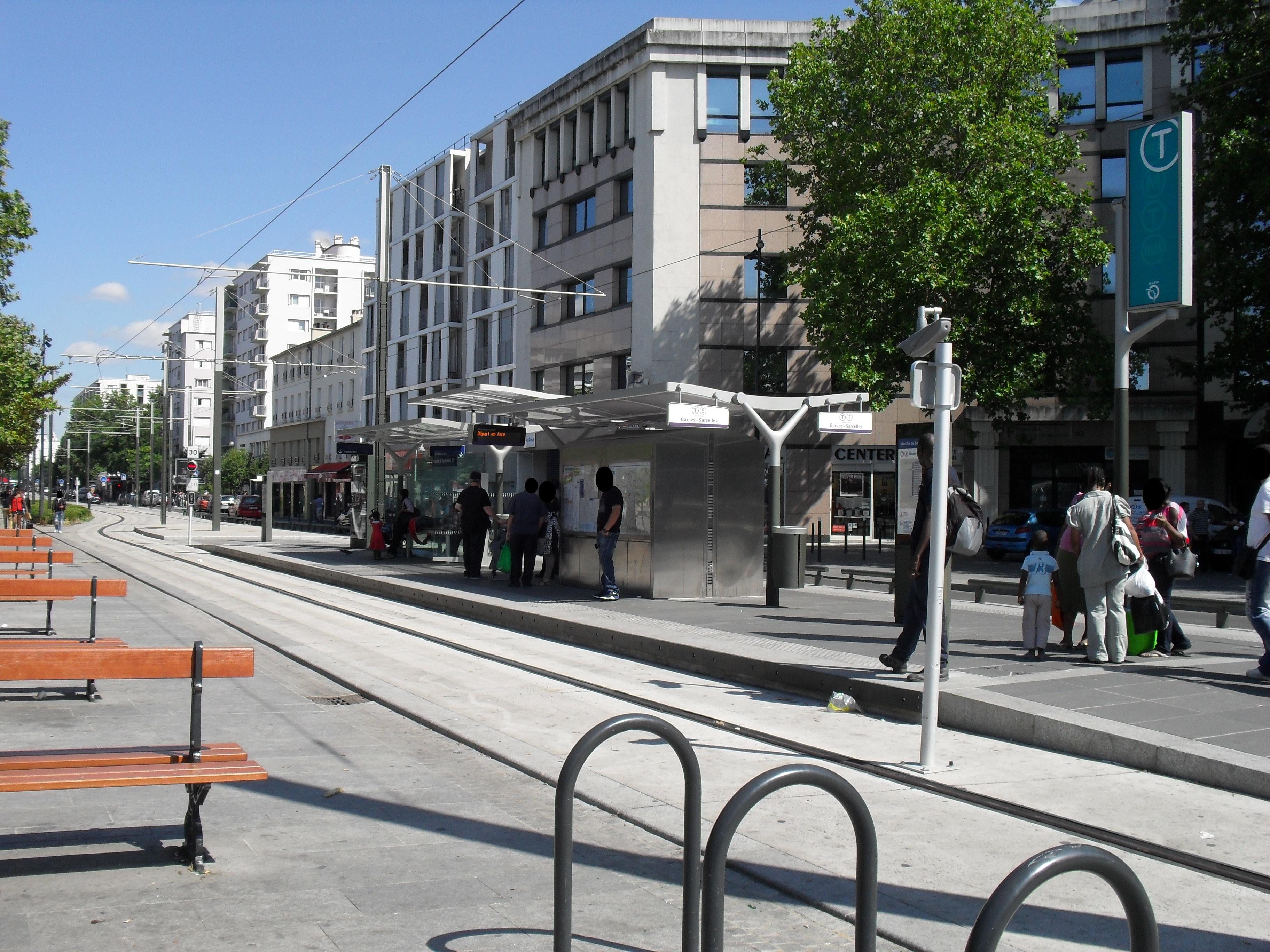
La station terminus Marché de Saint-Denis, en août 2013.
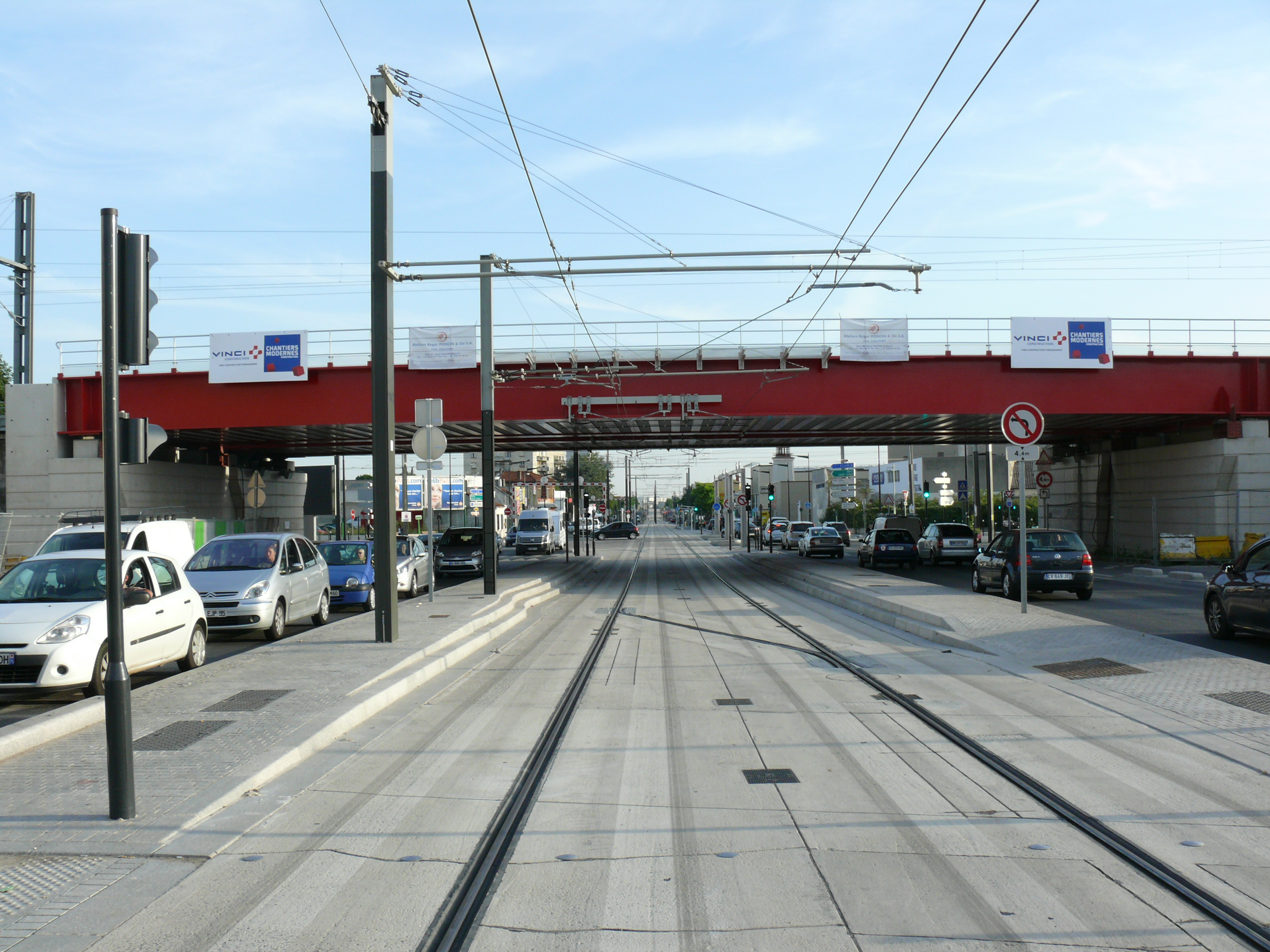
La ligne passe sous l'infrastructure ferroviaire de la Grande Ceinture, doublée par les voies du T11.
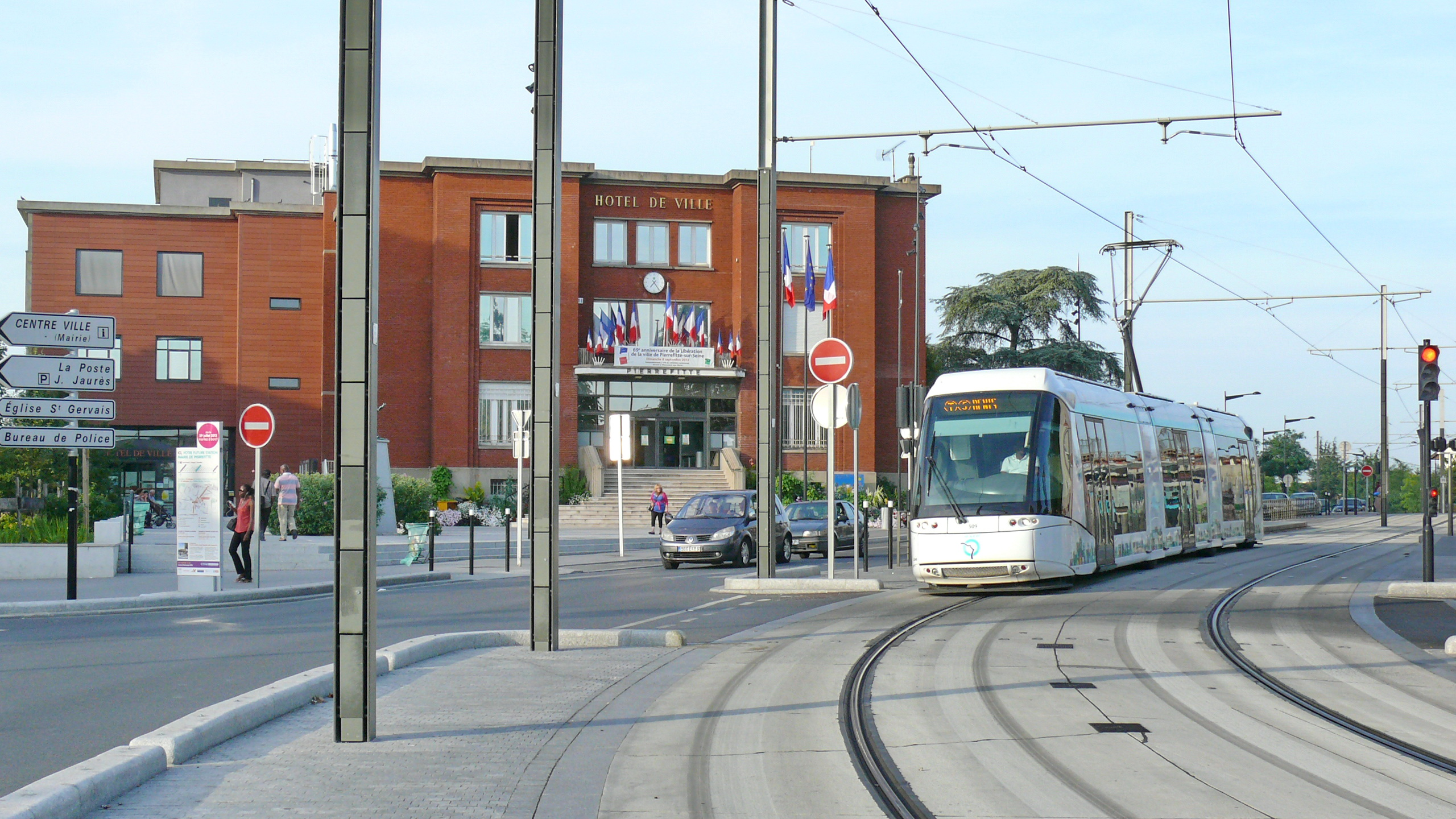
Rame 510 devant la mairie de Pierrefitte.
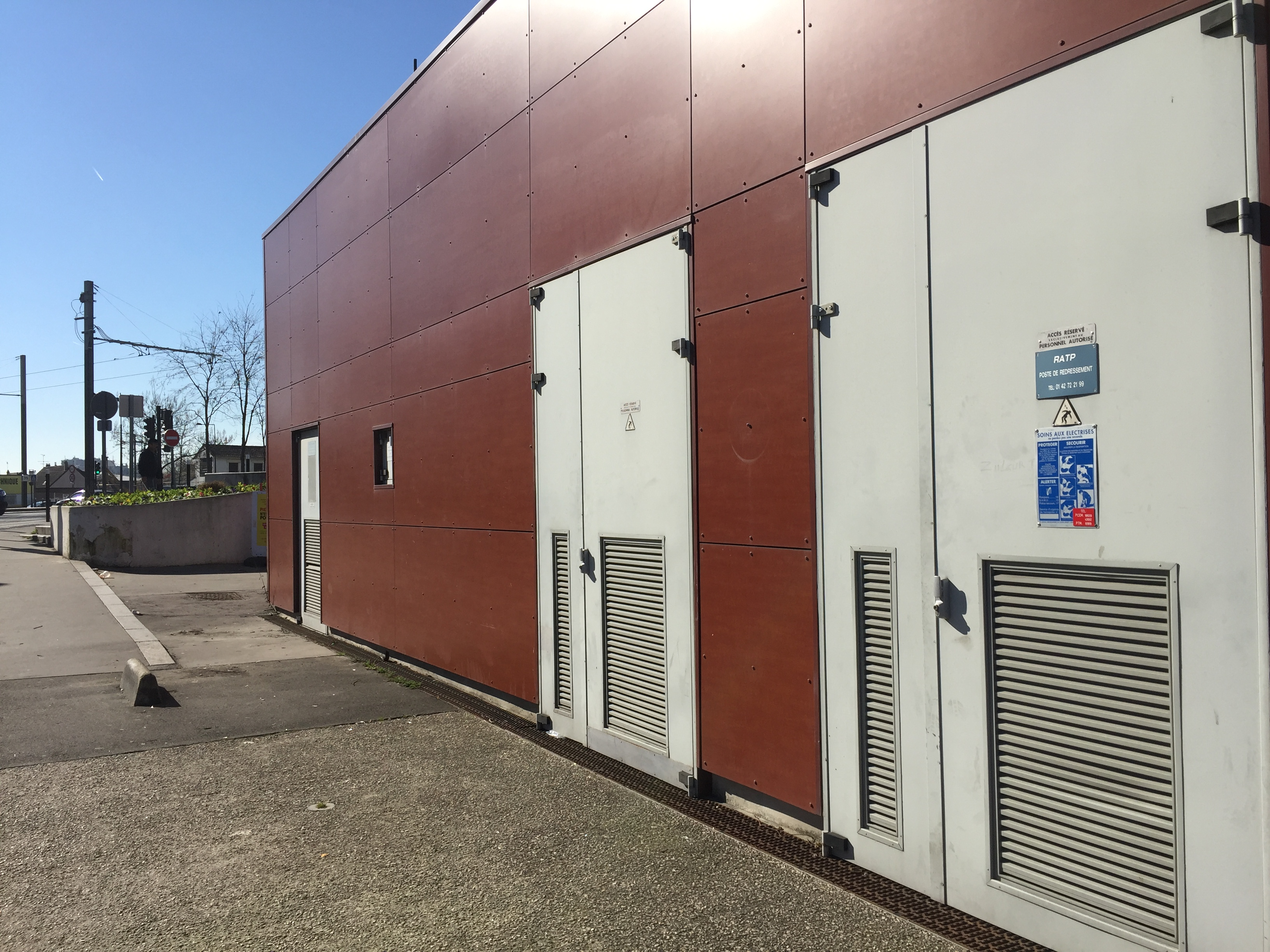
Transformateur électrique alimentant le T5 aux abords de la station Petit Pierrefitte.

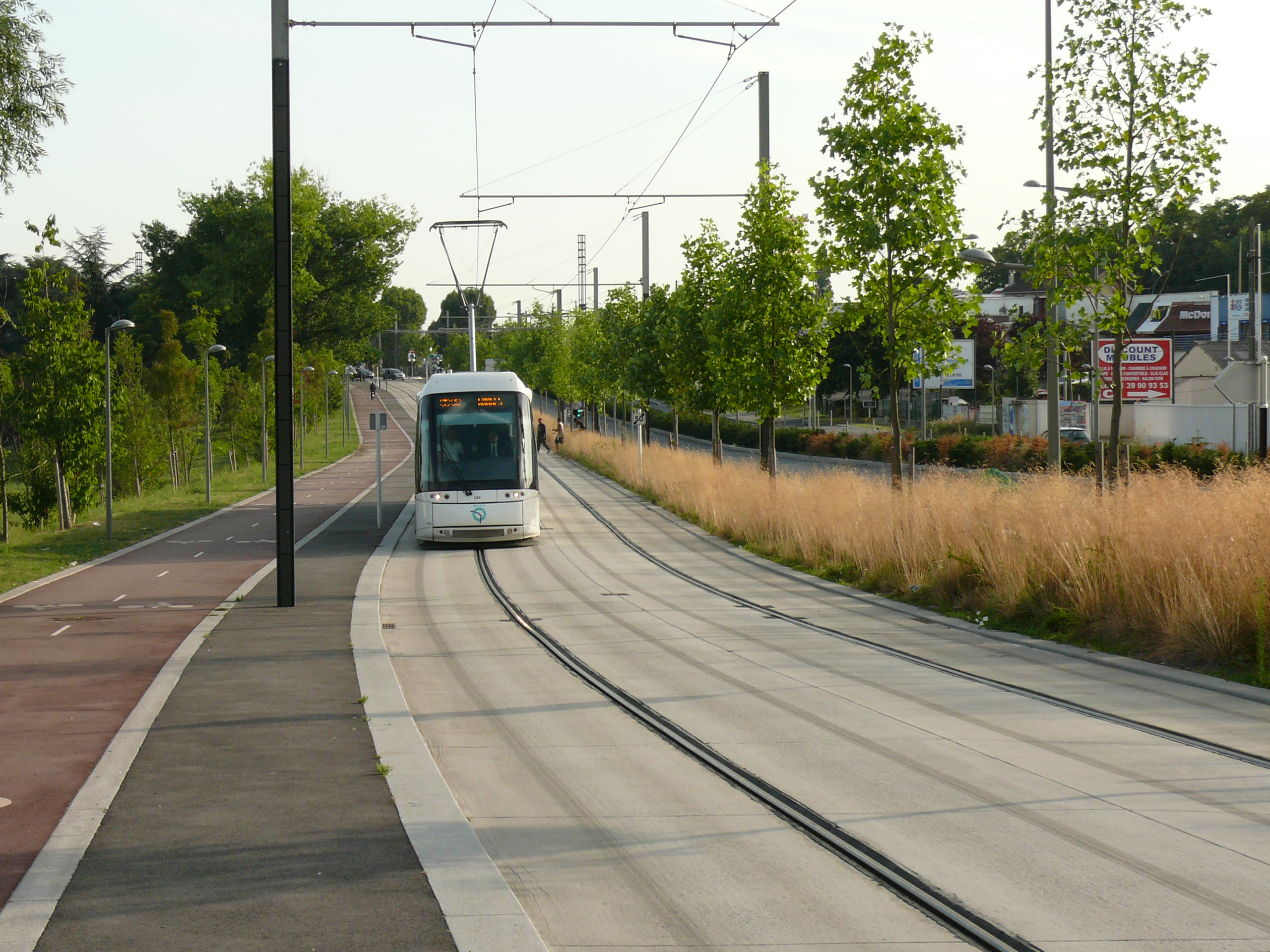
Rame 504 circulant sur l'avenue de la Division-Leclerc à Sarcelles, dans un secteur non urbanisé. Noter la piste cyclable, réalisée sur pratiquement tout le tracé.
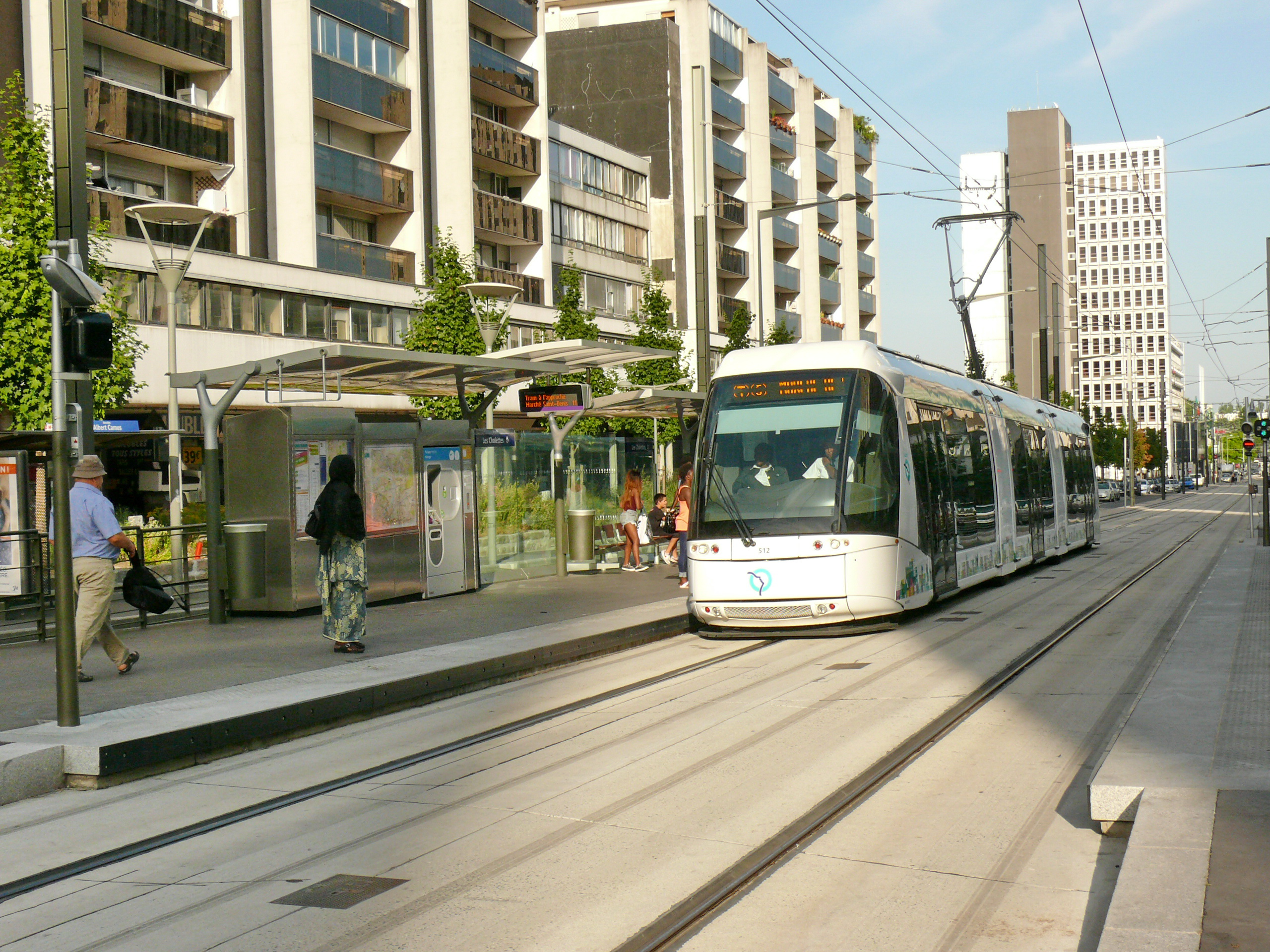
Aménagement d'une station standard de la ligne, Les Cholettes, avec son mobilier de station conçu par l'architecte Jean-Michel Wilmotte.
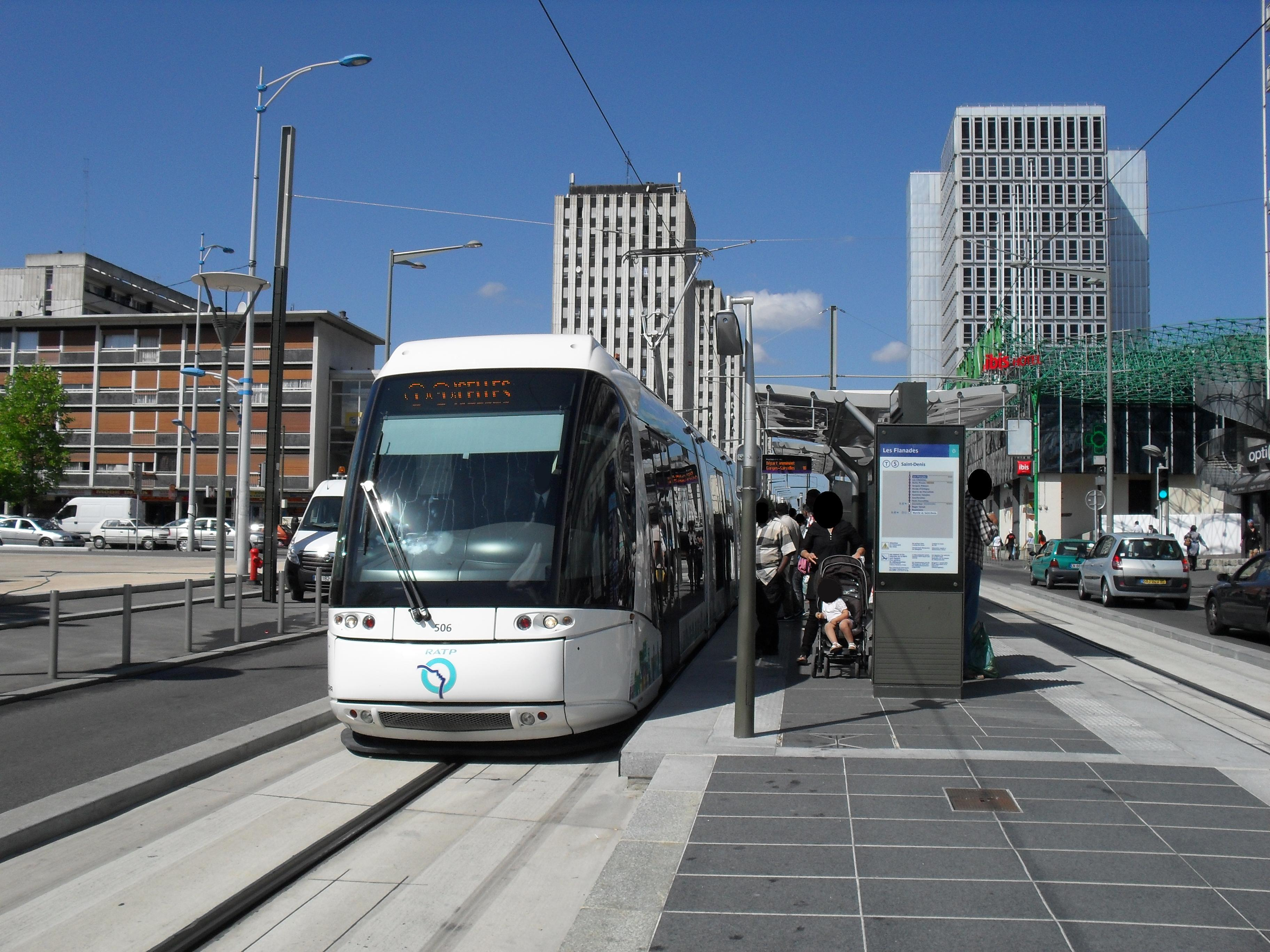
La station Les Flanades dessert le centre commercial éponyme, que l'on voit à droite (toit vert). Ici, la rame no 506, en station, en août 2013.
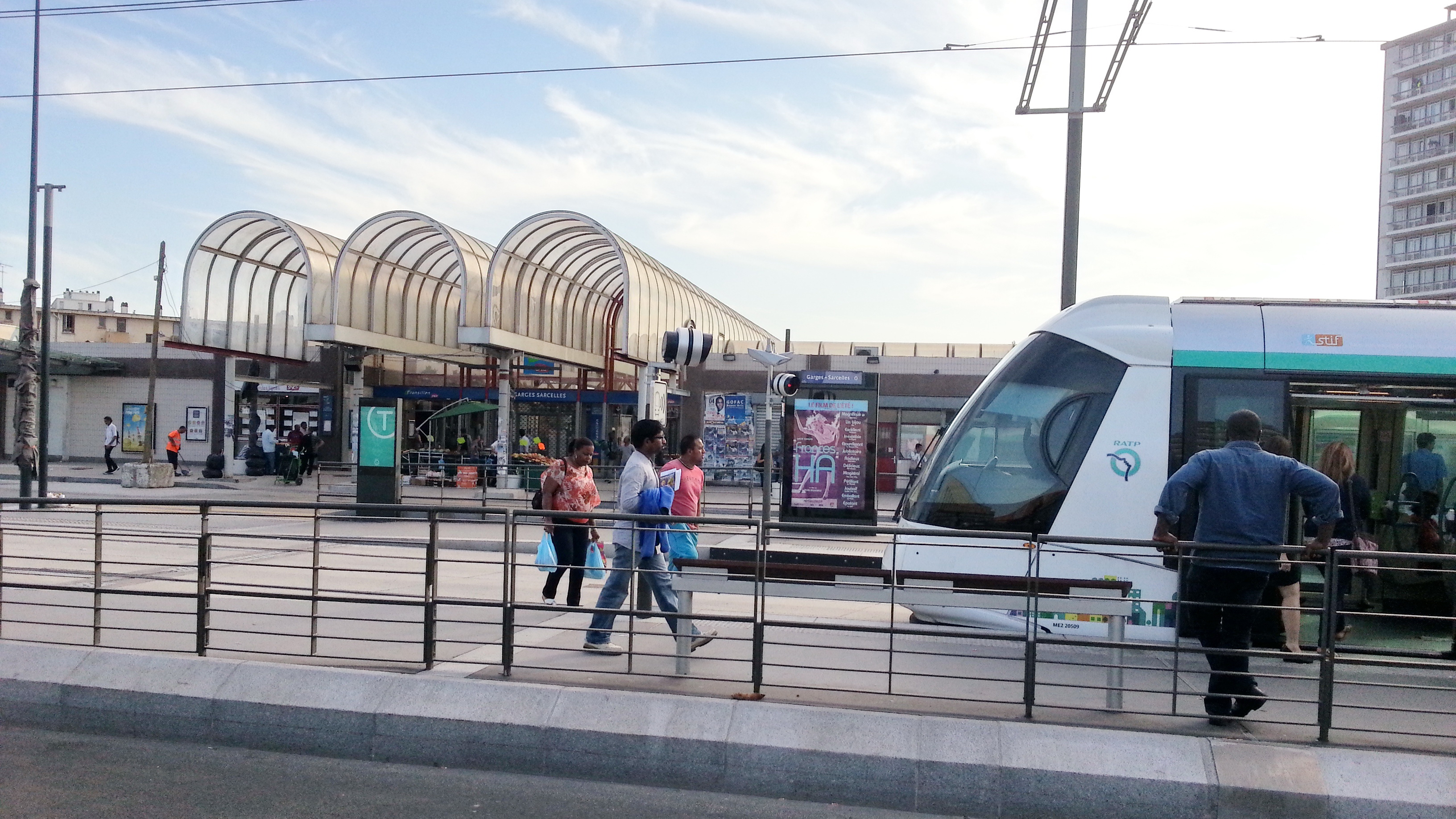
Le terminus de Garges - Sarcelles, à l'entrée de la station éponyme.

### Lieux desservis et enjeux
La ligne T5 a pour objectif de désenclaver les communes de Pierrefitte-sur-Seine et de Sarcelles, tout en poursuivant le développement des liaisons de banlieue à banlieue. Elle doit faciliter les déplacements de nombreux salariés qui circulent entre les deux territoires (16 166 actifs du Val-d’Oise vont chaque jour travailler à Plaine Commune, tandis que 6 147 habitants de Plaine Commune travaillent dans le Val-d'Oise). Globalement, la ligne doit faciliter les déplacements des 86 600 personnes habitant ou travaillant à moins de 400 m d’une station, dont plus de 30 000 étudiants et plus de 20 000 élèves d'âge scolaire.
En outre, des centres urbains de l’importance de Saint-Denis et de Garges-Sarcelles constituent des pôles d’attraction pour des déplacements liés au commerce (les marchés de ces deux villes attirent des clients de tous les environs) ou aux loisirs. La ligne dessert des secteurs et des quartiers en profonde transformation, notamment au titre de la politique de la ville, contribuant ainsi positivement à leur désenclavement. On peut ainsi citer la restructuration du quartier des Poètes à Pierrefitte, du pôle gare de Garges-Sarcelles, l’urbanisation de l’îlot XI ou de la ZAC « Cœur de ville » de Sarcelles, une amélioration de la desserte du centre commercial des Flanades à Sarcelles ou de la basilique à Saint-Denis, ainsi que du pôle commercial des Joncherolles à Pierrefitte. La station T5 Joncherolles dessert également l'important cimetière intercommunal des Joncherolles, à Villetaneuse, précédemment difficile d'accès.
Enfin, le tramway T11 (ex-Tangentielle Nord), inauguré en juillet 2017, sera accessible en 2019 par une liaison piétonne entre la station Suzanne Valadon et la RD 28 (ex-« rue des Universités », c’est-à-dire entre le Pavé d’Amiens rénové et la création d’une rue entre le nord du Pavé d’Amiens et la rue Jean-Allemane à Villetaneuse).

### Liste des stations
La ligne de tramway T5 dessert seize stations :
|  |   |  | Station                        | Lat/Long                    | Zone | Communes    | Correspondances                        |
|  | - |  | ------------------------------ | --------------------------- | ---- | ----------- | -------------------------------------- |
|  | ■ |  | Marché de Saint-Denis          | 48° 56′ 19″ N, 2° 21′ 21″ E | 3    | Saint-Denis | (Basilique de Saint-Denis, à distance) |
|  | • |  | Baudelaire                     | 48° 56′ 32″ N, 2° 21′ 24″ E | 3    | Saint-Denis |                                        |
|  | • |  | Roger Sémat                    | 48° 56′ 40″ N, 2° 21′ 25″ E | 3    | Saint-Denis |                                        |
|  | • |  | Guynemer Stade Auguste Delaune | 48° 56′ 53″ N, 2° 21′ 27″ E | 3    | Saint-Denis | (Saint-Denis - Université, à distance) |
|  | • |  | Petit Pierrefitte              | 48° 57′ 09″ N, 2° 21′ 29″ E | 3    | Saint-Denis |                                        |
|  | • |  | Joncherolles                   | 48° 57′ 20″ N, 2° 21′ 30″ E | 3    | Saint-Denis |                                        |
|  | • |  | Suzanne Valadon                | 48° 57′ 33″ N, 2° 21′ 32″ E | 3    | Saint-Denis |                                        |
|  | • |  | Mairie de Pierrefitte          | 48° 57′ 48″ N, 2° 21′ 35″ E | 4    | Saint-Denis |                                        |
|  | • |  | Alcide d'Orbigny               | 48° 57′ 56″ N, 2° 21′ 48″ E | 4    | Saint-Denis |                                        |
|  | • |  | Jacques Prévert                | 48° 58′ 16″ N, 2° 21′ 58″ E | 4    | Saint-Denis |                                        |
|  | • |  | Butte Pinson Parc Régional     | 48° 58′ 26″ N, 2° 21′ 58″ E | 4    | Saint-Denis |                                        |
|  | • |  | Les Cholettes                  | 48° 58′ 39″ N, 2° 22′ 17″ E | 4    | Sarcelles   |                                        |
|  | • |  | Les Flanades                   | 48° 58′ 36″ N, 2° 22′ 38″ E | 4    | Sarcelles   |                                        |
|  | • |  | Paul Valéry                    | 48° 58′ 45″ N, 2° 22′ 47″ E | 4    | Sarcelles   |                                        |
|  | • |  | Lochères                       | 48° 58′ 42″ N, 2° 23′ 08″ E | 4    | Sarcelles   |                                        |
|  | ■ |  | Garges - Sarcelles             | 48° 58′ 36″ N, 2° 23′ 26″ E | 4    | Sarcelles   | (RER) · (D)                            |

Les stations en gras servent de départ ou de terminus à certaines missions. Les coordonnées sont approximatives.

### Intermodalité
Le T5 possède très peu de correspondances avec d'autres lignes de transport. On peut néanmoins citer les liaisons avec la ligne 13 du métro aux stations Marché de Saint-Denis (vers Basilique de Saint-Denis) ainsi que  Guynemer (vers Saint-Denis - Université). Le RER D est accessible au terminus de Garges-Sarcelles tandis que le T1 passe à proximité du terminus du Marché.

### Noms des stations
- Joncherolles évoque le quartier éponyme, où se situent un important cimetière du même nom ainsi que le dépôt des Joncherolles, un des sites de maintenance des trains de la SNCF[67].
- Suzanne Valadon rend hommage à l'artiste peintre éponyme, mère du peintre Maurice Utrillo, qui passe son enfance à Pierrefitte auprès de sa grand-mère puis revient y séjourner plus tard[68].
- Butte Pinson porte le nom d'une butte-témoin gypseuse éponyme située à proximité[69].
- Les Flanades est le nom du centre commercial du quartier de Sarcelles-Lochères[70].
- Lochères évoquent un lieu-dit de Sarcelles, devenu célèbre à la fin des années 1950 à la suite de la création du premier grand ensemble réalisé en France[71].

### Aménagements de la ligne

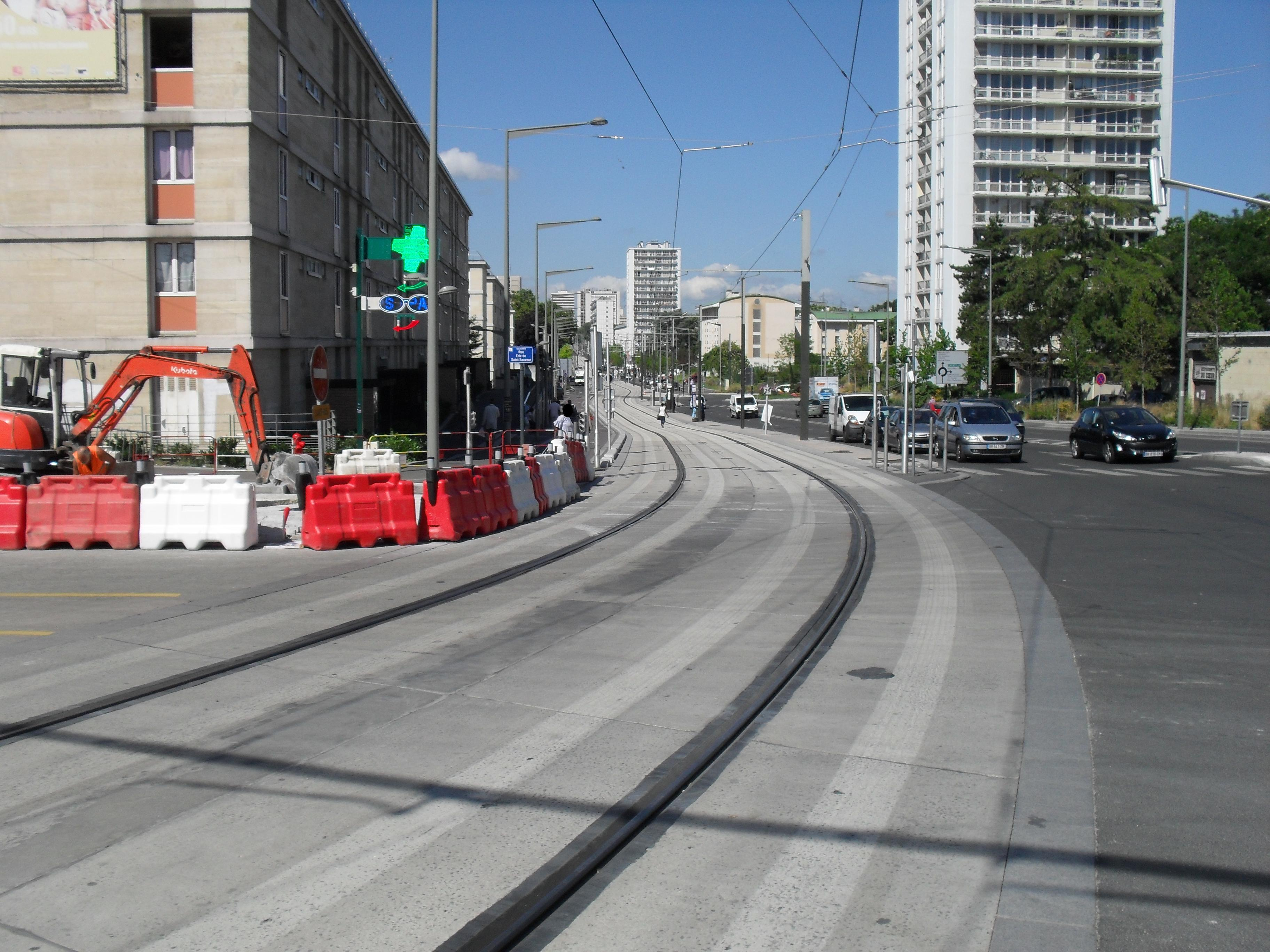
L'avenue Paul-Valéry, à proximité de la gare de Garges - Sarcelles, en août 2013.

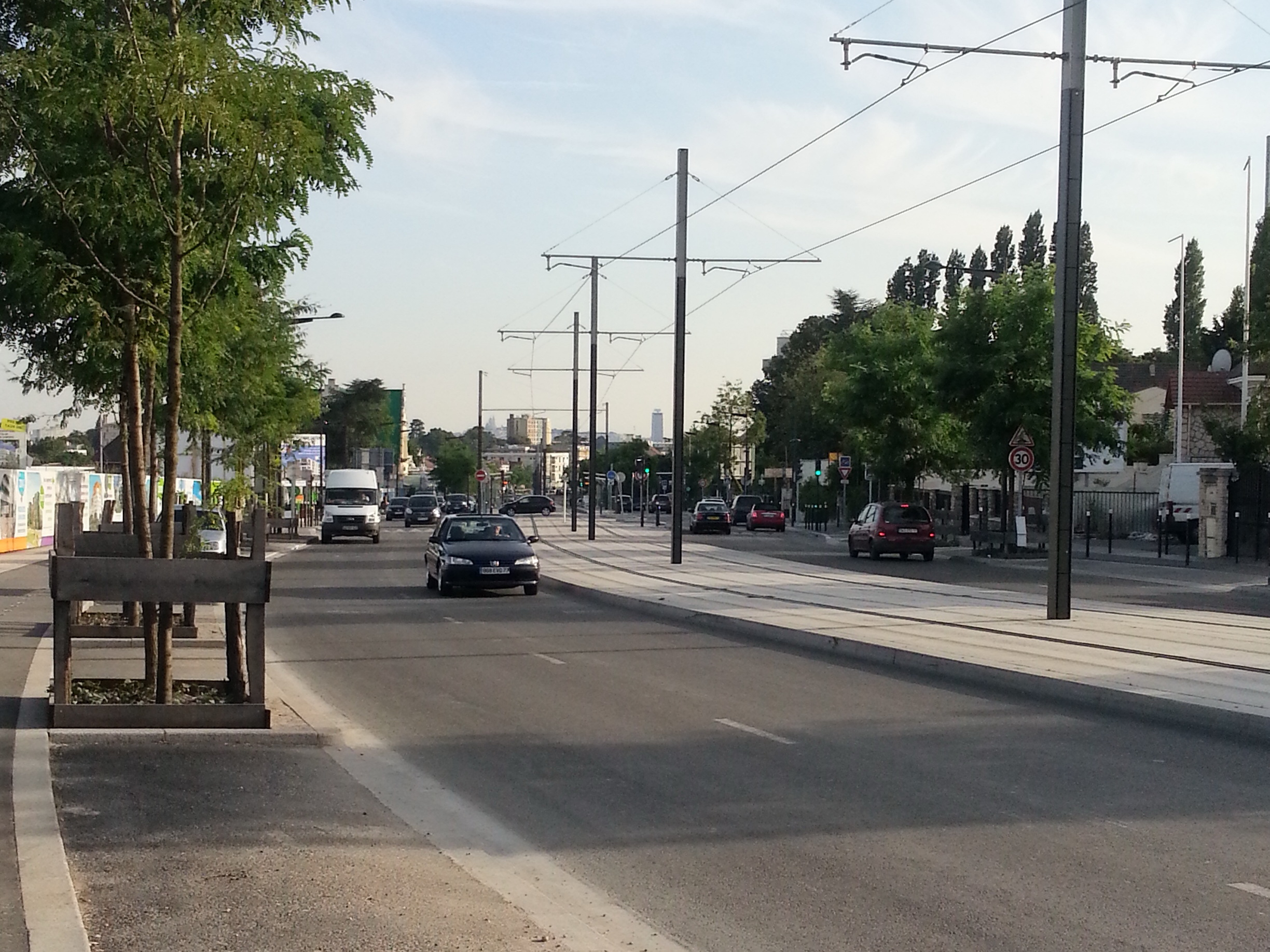
Aménagement de la plate-forme, située au centre de l'ex RN1 à Pierrefitte, près de la station Jacques-Prévert.
Noter à l'arrière-plan la silhouette du Sacré-Cœur et celle de la Tour Pleyel).

L'aménagement de la ligne a entraîné la création d'une piste cyclable, isolée du trafic automobile partout où la largeur des voies urbaines le permet, la création de racks pour le stationnement des vélos à proximité des stations, ainsi qu'une refonte totale des carrefours, en particulier le positionnement des passages piétons. Ces derniers sont, pour la très grande majorité, surélevés à hauteur du trottoir, permettant un accès de plain-pied aux quais du tramway. Les trottoirs sont par ailleurs globalement élargis le long du parcours. Les quais des stations disposent de rampes d'accès, permettant leur accès aux personnes à mobilité réduite. Les personnes aveugles ou malvoyantes disposent, quant à elles, de dispositifs sonores aux feux tricolores et de bandes podotactiles.
Le stationnement a été repositionné entre les arbres d'alignement, parfois de façon unilatérale quand la largeur de la route ne permet pas son maintien de chaque côté. Le nombre de places de stationnement est revu à la baisse par rapport à la situation antérieure, perte compensée par l'aménagement par les municipalités de parcs de stationnement à proximité de la ligne, tout particulièrement dans les zones commerciales.
Longues de 28 mètres, les stations étaient en 2010 réputées accueillir au besoin des rames de quatre voitures, plus capacitaires que les trois des rames STE3. Le mobilier urbain de la ligne, conçu par Jean-Michel Wilmotte, est dérivé de celui utilisé sur la ligne 3a du tramway d'Île-de-France. De nouvelles plantations d'arbres ont été réalisées le long de la ligne, avec des essences adaptées aux caractéristiques climatiques de l'Île-de-France : Sophoras japonica, féviers d'Amérique, robiniers.

## Exploitation de la ligne

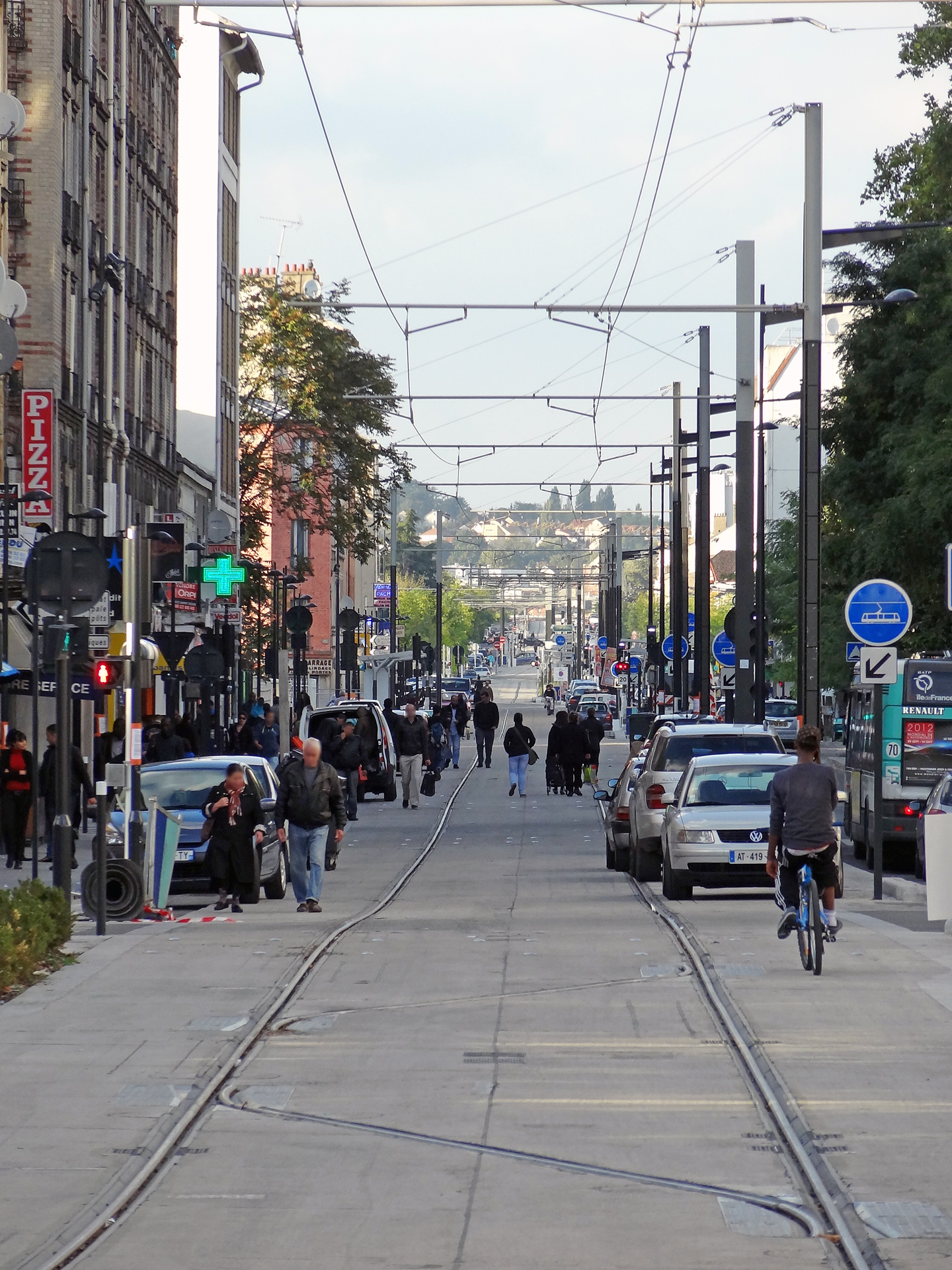
De la station Marché de Saint-Denis, on note l'encombrement indu des voies.

Le T5 est une ligne du tramway d'Île-de-France exploitée par la Régie autonome des transports parisiens (RATP). Le premier départ depuis Garges Sarcelles est à 5 h 30 (6 h 30 les dimanches et jours fériés) ; celui depuis Marché de Saint-Denis est également à 5 h 30 (6 h 30 les dimanches et jours fériés). Le dernier départ depuis Garges Sarcelles est à 0 h 30 ; celui depuis Marché de Saint-Denis est également à 0 h 30. Les vendredis, samedis et veilles de fêtes, le service est allongé d'une heure, terminant alors à 1 h 30 du matin.
Les tramways étaient prévus pour relier le marché de Saint-Denis à la gare de Garges - Sarcelles en 22 minutes grâce à une vitesse commerciale de 18 km/h au lieu de 40 minutes pour le bus 168. Toutefois, la vitesse moyenne n'était que de 16,54 km/h en 2014 et avait même chuté à 15,76 km/h en 2017, poussant Île-de-France Mobilités à réagir pour garder un temps de parcours de 25 minutes. La fréquence élevée avait suscité en 2015 le projet d'un troisième quai au terminus Marché de Saint-Denis, auquel la RATP renonce début 2018, Île-de-France Mobilités et la RATP estimant que « les renforts mis en place depuis 2015 ont amélioré le fonctionnement de ce terminus : il y a quasi systématiquement la présence de deux rames à quai, ce qui facilite les échanges ». La régularité de la ligne est perturbée par des circulations ou des stationnements non autorisés sur la plate-forme, notamment en 2018 avenue Gabriel Péri à Saint-Denis.
Parmi les difficultés apparues avec ce nouveau matériel figurent le gel obligeant à mettre en place durant une journée un service de substitution par bus. Le produit antigel déposé en décembre 2014 en prévision des températures négatives annoncées a provoqué des dommages aux rails et aux patins frotteurs des rames nécessitant le nettoyage des rails puis l'enlèvement du givre des patins d’une dizaine de tramways. La neige perturbe également les circulations en février 2018.

### Offre commerciale

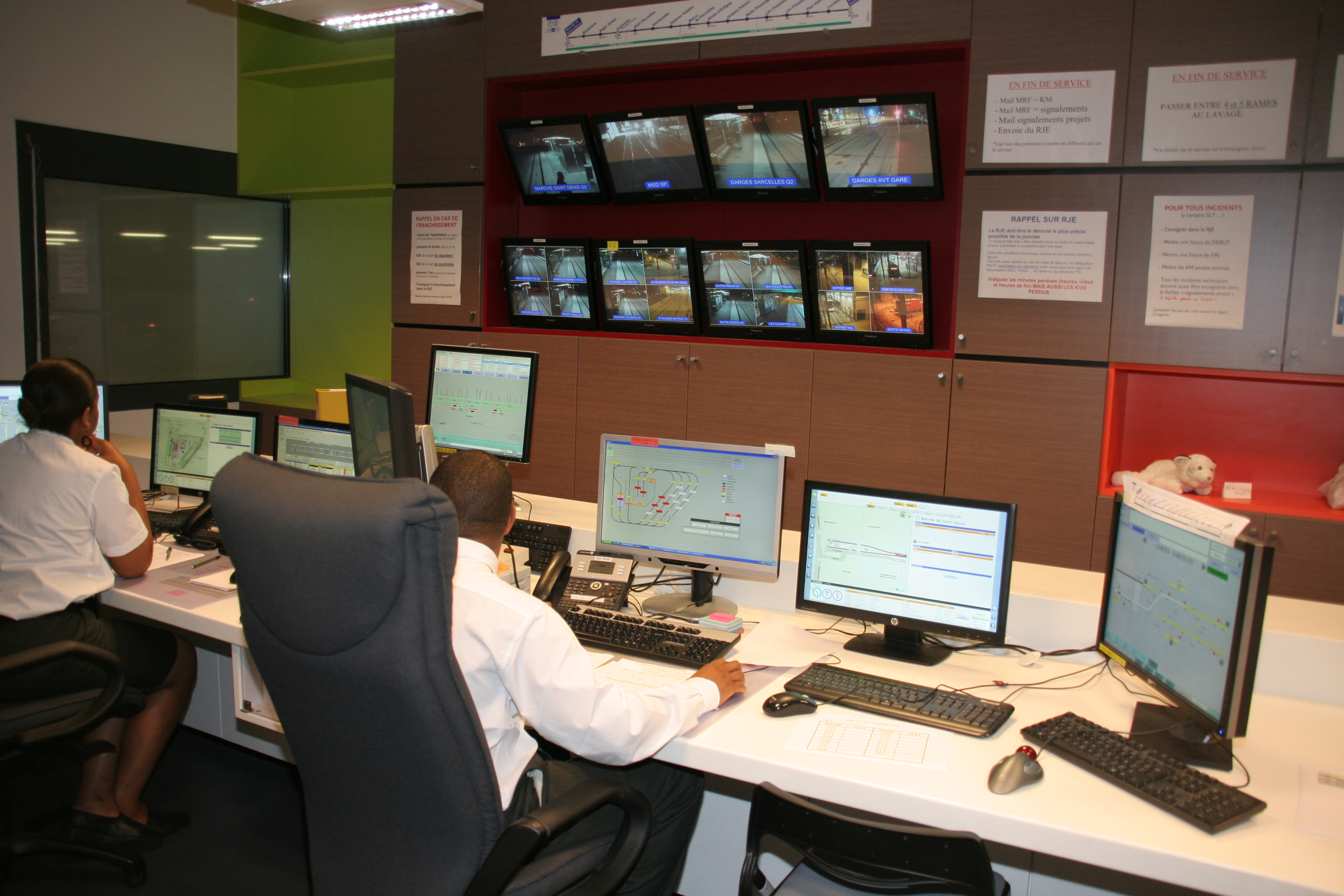
Le centre de supervision de Pierrefitte contrôle le trafic de la ligne.

#### En 2013
En 2013, l'offre commerciale de la ligne T5 varie en fonction du moment de la journée, de la semaine et de l'année, de la manière suivante : 
En période de plein trafic, elle comprend :
- du lundi au vendredi, un tramway toutes les cinq à six minutes aux heures de pointe (de 7 h à 10 h et de 15 h à 19 h), toutes les sept à huit minutes aux heures creuses puis toutes les dix à quinze minutes après 22 h ;
- le samedi, un tramway toutes les dix minutes le matin, toutes les huit minutes l’après-midi, puis tous les quarts d'heure en soirée ;
- les dimanches et fêtes, un tramway toutes les douze à quinze minutes le matin, toutes les dix à douze minutes l’après-midi, tous les quarts d'heure en soirée.

En période de petites vacances scolaires, elle comprend :
- du lundi au vendredi, un tramway toutes les six à neuf minutes aux heures de pointe, toutes les neuf minutes aux heures creuses puis toutes les dix à quinze minutes après 22 h ;
- le samedi, un tramway toutes les huit à dix minutes le matin, toutes les huit minutes l’après-midi, puis tous les quarts d'heure en soirée ;
- les dimanches et fêtes, un tramway toutes les douze à quinze minutes le matin, toutes les dix à douze minutes l’après-midi, tous les quarts d'heure en soirée.

En juillet, elle comprend :
- du lundi au vendredi, un tramway toutes les sept à neuf minutes toute la journée, puis tous les quarts d'heure en soirée ;
- le samedi, un tramway toutes les douze à treize minutes toute la journée, puis tous les quarts d'heure en soirée ;
- les dimanches et fêtes, un tramway tous les douze à quinze minutes le matin, tous les quarts d'heure l’après-midi et en soirée.

En août, elle comprend :
- du lundi au vendredi, un tramway toutes les douze minutes toute la journée, puis tous les quarts d'heure en soirée ;
- le samedi, un tramway tous les quarts d'heure toute la journée ;
- les dimanches et fêtes, un tramway tous les quarts d'heure, sauf entre 7 h et 15 h où la fréquence passe à un tramway toutes les douze à quinze minutes.

#### En 2014

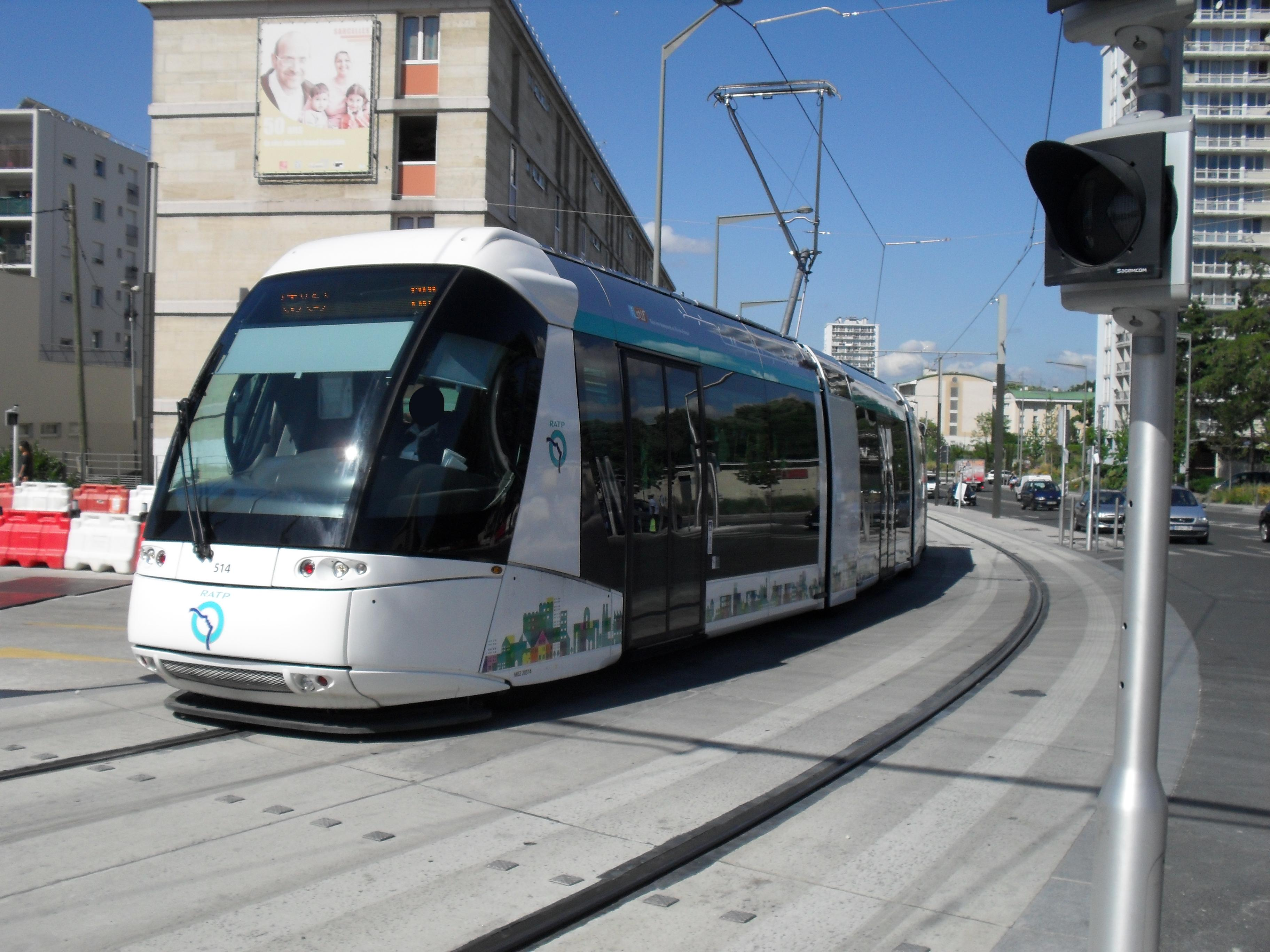
La rame Translohr STE3 no 514, arrivant à la gare de Garges - Sarcelles, en août 2013.

À partir du 1er janvier 2014, la ligne de tramway T5 renforce sa fréquence le dimanche et les jours fériés entre 9 h 30 et 18 h, période au cours de laquelle le tramway circule à raison d'une rame toutes les 8 à 10 minutes.
Le 5 mars 2014, le Syndicat des transports d'Île-de-France valide le renforcement de la fréquentation de la ligne à la suite de son succès réel, en prévoyant le passage :
- la semaine, d’un tramway toutes les 6 minutes de 11 h à 14 h et la prolongation de l’heure de pointe d’une heure le matin et d’une heure le soir avec un tramway toutes les 5 minutes de 6 h 30 à 10 h et de 15 h à 19 h ;
- le samedi, d’un tramway toutes les 8 minutes le matin et toutes les 6 minutes l’après-midi[80].

#### En 2015
Le STIF vote le 15 juin un nouveau renforcement de l'offre à partir de septembre 2015 : 14 services supplémentaires les lundi, mercredi et jeudi, 39 les mardi et vendredi et 38 le samedi.

#### En 2018
En avril, il est décidé que les tramways passeront toutes les 10 minutes le samedi matin au lieu de toutes les 12 minutes, et toutes les 8 minutes le dimanche matin au lieu des 10 minutes pendant les mois de juillet et d’août. Les dimanches soir en période scolaire et pendant les petites vacances, la fréquence passe entre 10 et 12 minutes au lieu de 15.

#### En 2019
En janvier 2019, à la faveur de la mise en service de deux rames supplémentaires, le T5 voit sa fréquence notablement augmenter, avec une fréquence maximale portée à une rame toutes les 4 min 30 s sur une période allongée, mais aussi une fréquence également plus importante pendant les congés scolaires et durant l'été.

#### Renforts ponctuels
Le T5 étant parallèle au RER D entre Saint-Denis et Sarcelles, des reports de trafic du second vers le premier sont observés en cas d'arrêt des circulations du RER. La faible capacité du tramway nécessite alors des renforts de fréquence pour limiter sa surcharge,.

### Matériel roulant

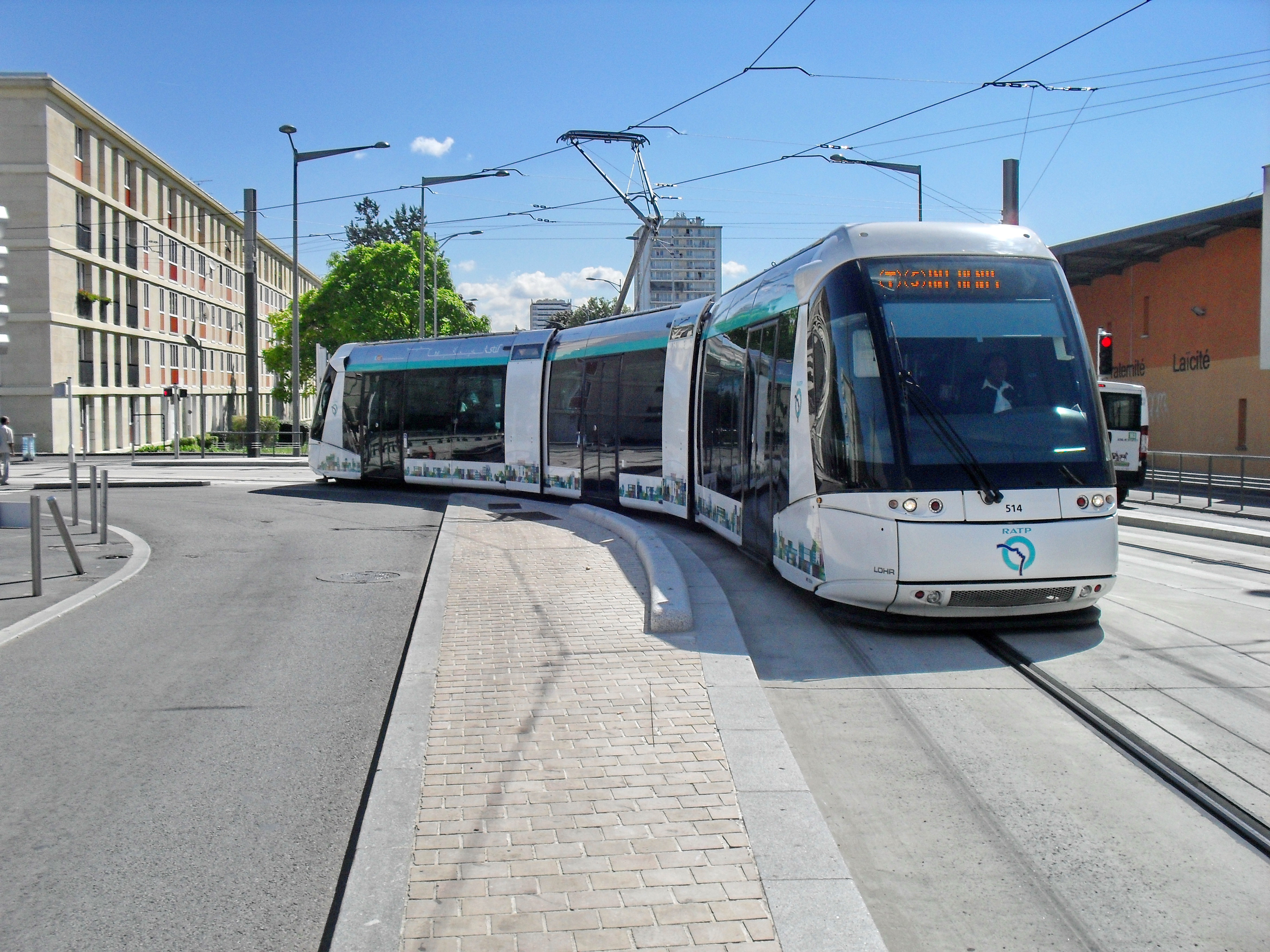
Vue d'une rame Translohr STE3 dans sa globalité. Ici, la rame no 514, à proximité de la station Les Flanades, en août 2013.

La ligne de tramway T5 est équipée en 2021 de 17 rames de tramway sur pneumatiques Translohr de type STE3 et construites par NTL Translohr, anciennement par Lohr Industrie.
Les rames sont constituées de trois modules voyageurs pour une longueur totale de 25 m. Elles ont une largeur de 2,20 m pour une hauteur de 2,89 m, installation de captage de courant exclue. Elles ont une emprise minimale pour les deux voies, en alignement de 5,60 m et un rayon minimal de giration de 10,50 m.
D'une capacité d'emport totale de 127 voyageurs (sur la base de 4 voyageurs par mètre carré), elles sont équipées de pneumatiques, mais restent guidées par un rail central serré entre deux galets de guidage. Cela ne leur permet pas de contourner les obstacles présents sur la voie, à l'image d'un tramway classique. Elles disposent d'un système de freinage de type routier, avec ABS sur chaque roue. Elles sont enfin accessibles aux personnes à mobilité réduite grâce à un plancher bas intégral. Sa climatisation est appréciée en été.
En raison de l'augmentation de la fréquentation de la ligne, le STIF a validé l'acquisition de quatre nouvelles rames STE3 pour un montant de 12 millions d'euros dont la livraison était prévue entre novembre 2017 et janvier 2018. Ces nouvelles rames permettront l'augmentation de la capacité de la ligne de 25 %. L'arrivée de ces nouvelles rames nécessite une adaptation du site de maintenance et de remisage d'un coût de 7,6 millions d'euros. En retard, les premières rames ne sont livrées qu'au début de l'été 2018.
Quelques incidents limités sont recensés, comme un arrêt de circulation en milieu de journée le 9 février 2016 à cause du vent, le constructeur du T5 recommandant son arrêt en cas de rafales atteignant 100 km/h, ou un déguidage le 22 juillet 2016 entraînant trois heures d'interruption de service.

### Conduite et signalisation

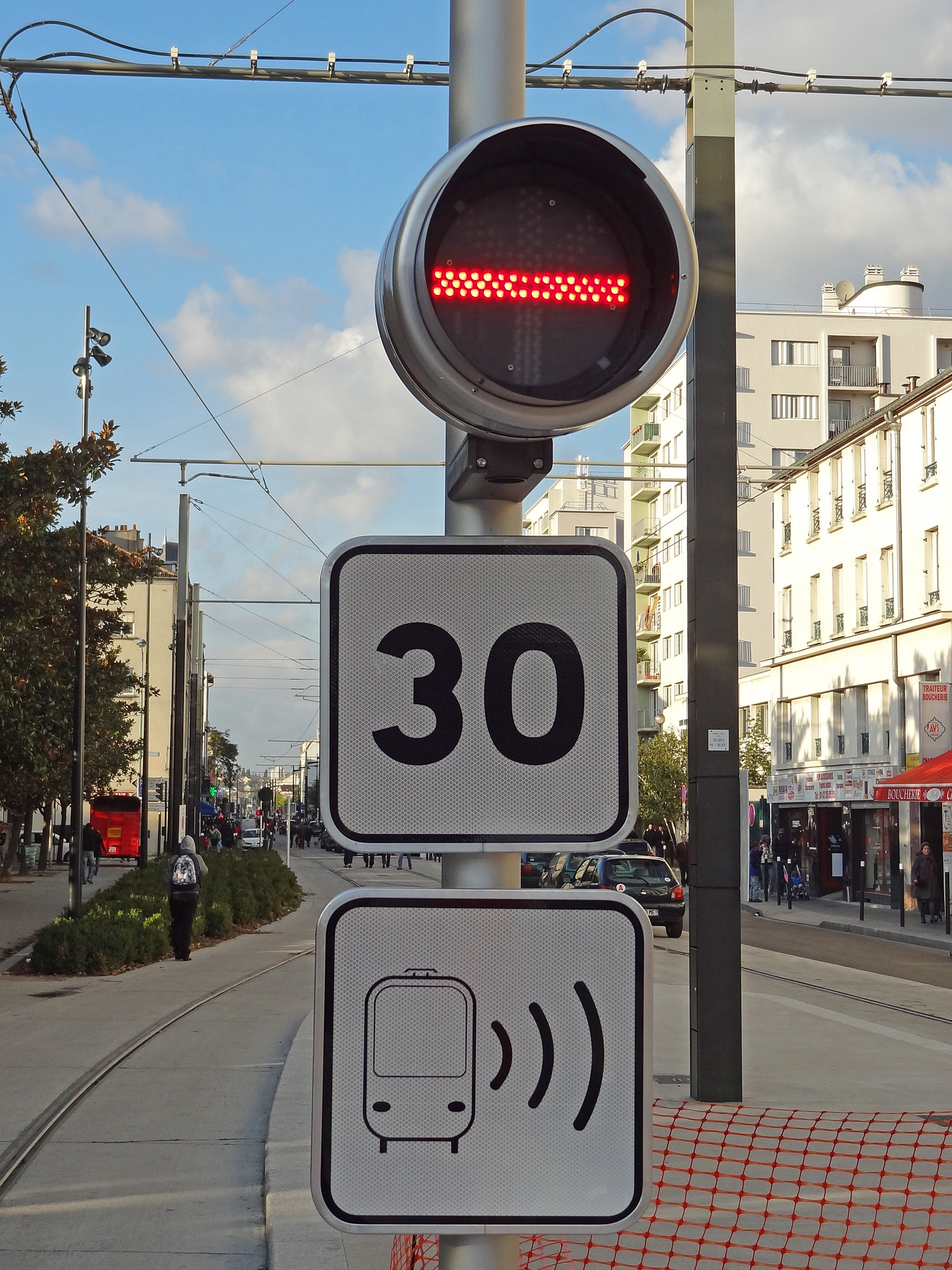
Signalisation à la station Marché de Saint-Denis, en septembre 2012.

La conduite sur la ligne se fait en « conduite à vue ». On trouve seulement des panneaux de limitation de vitesse, des signaux de protection d'itinéraires et des signaux protégeant le franchissement des carrefours. Pour ces derniers, la voirie est équipée de signaux tricolores classiques de type R11 tandis que la ligne est équipée de signaux de type R17 et R18 associés à la signalisation routière.
Sur un fond noir, une barre horizontale de couleur blanche signale l'arrêt, un rond blanc annonce un signal d'arrêt et une barre verticale blanche la voie libre. Une signalisation d'aide à l'exploitation complète ces signaux, un losange lumineux signalant la prise en charge de la demande de priorité au carrefour.
Les signaux de protection d'itinéraires ou signaux d'exploitation se situent avant les appareils de voies (aiguillages). Les panneaux de limitation de vitesse se présentent quant à eux comme des panneaux carrés avec des chiffres noirs sur fond blanc. Enfin, les indicateurs de coupure de courant sont implantés en amont de chaque secteur d'alimentation de la ligne aérienne de contact (LAC). Deux ronds blancs alignés en position verticale annoncent une ligne alimentée, alignés en position horizontale une ligne non alimentée.

### Ateliers

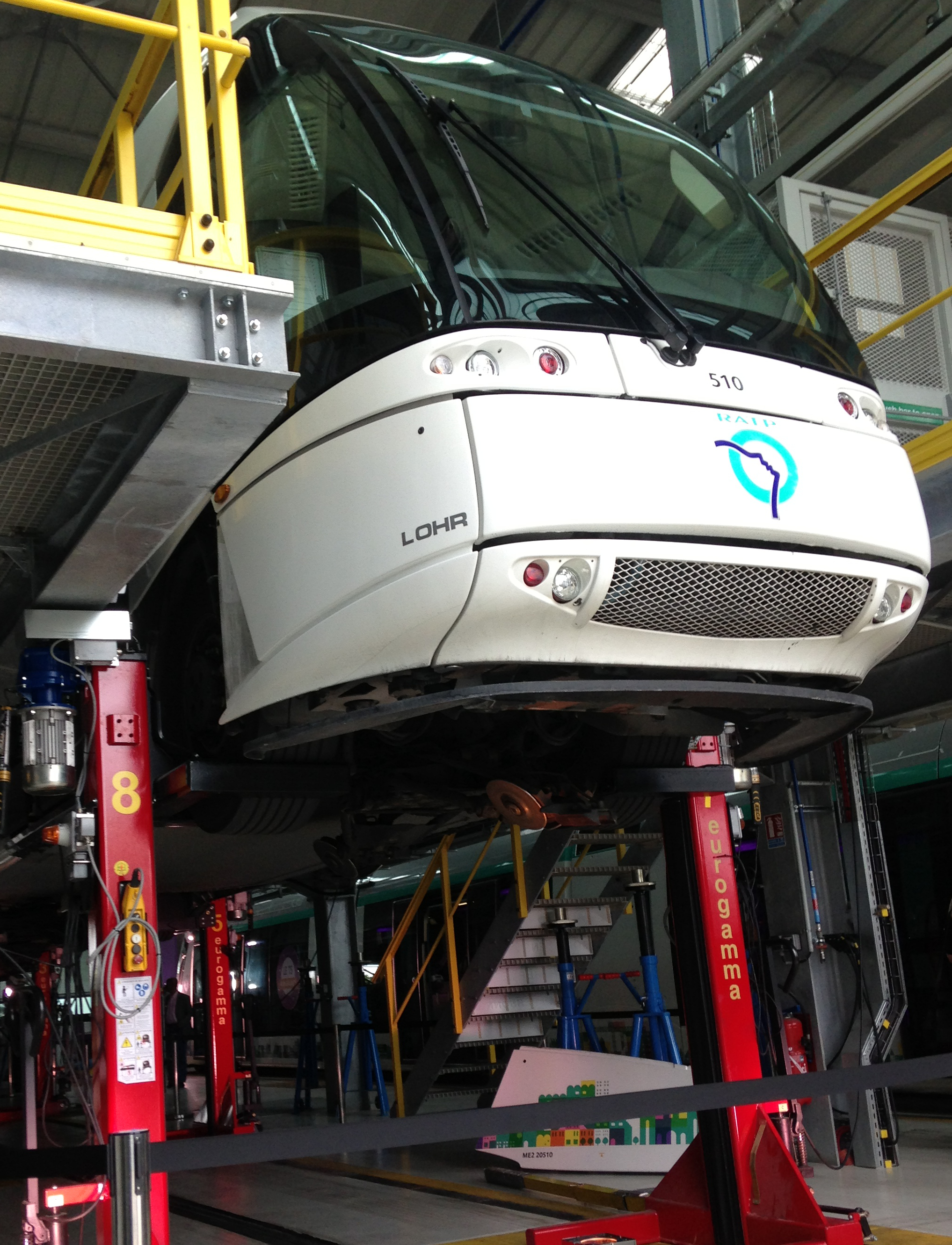
Une rame Translohr STE3 montée sur un pont au site de maintenance et remisage de Pierrefitte, en septembre 2013.

Les rames Translohr STE3 sont entretenues et remisées au sein du site de maintenance et remisage (SMR) de Pierrefitte-sur-Seine, situé au cœur de la zone d’activités Jules Vallès, le long de la voie nouvelle dite « RD 28 prolongée », entre la route nationale 1 et la rue Étienne-Dolet, à quelques centaines de mètres à l'est de la station Suzanne Valadon (48° 57′ 32″ N, 2° 21′ 50″ E). Ce terrain étriqué est l'une des raisons avancées pour le choix d'un tramway sur pneus, mais le recours au site utilisé par le T8 aurait pu permettre de choisir une technique commune et de mutualiser l'entretien des rames.
Composé d'un bâtiment « éco-construit » de 3 500 m2 et déployé sur 1 300 m2 de terrain, il permet la réalisation des opérations de maintenance préventive et de dépannage des rames par une équipe de techniciens RATP ainsi que leur nettoyage intérieur et extérieur. En plus d’une isolation renforcée, il est équipé de 423 m2 de cellules photovoltaïques produisant de l’électricité, d’une toiture végétalisée de plantes et de fleurs de 1 800 m2, d’une fosse paysagère et d’un bassin de rétention de 60 m3 destiné à filtrer les eaux de ruissellement pour notamment le lavage des rames. Le SMR est agrandi en 2018-2019 afin d'accueillir les rames supplémentaires commandées.

### Personnel d'exploitation

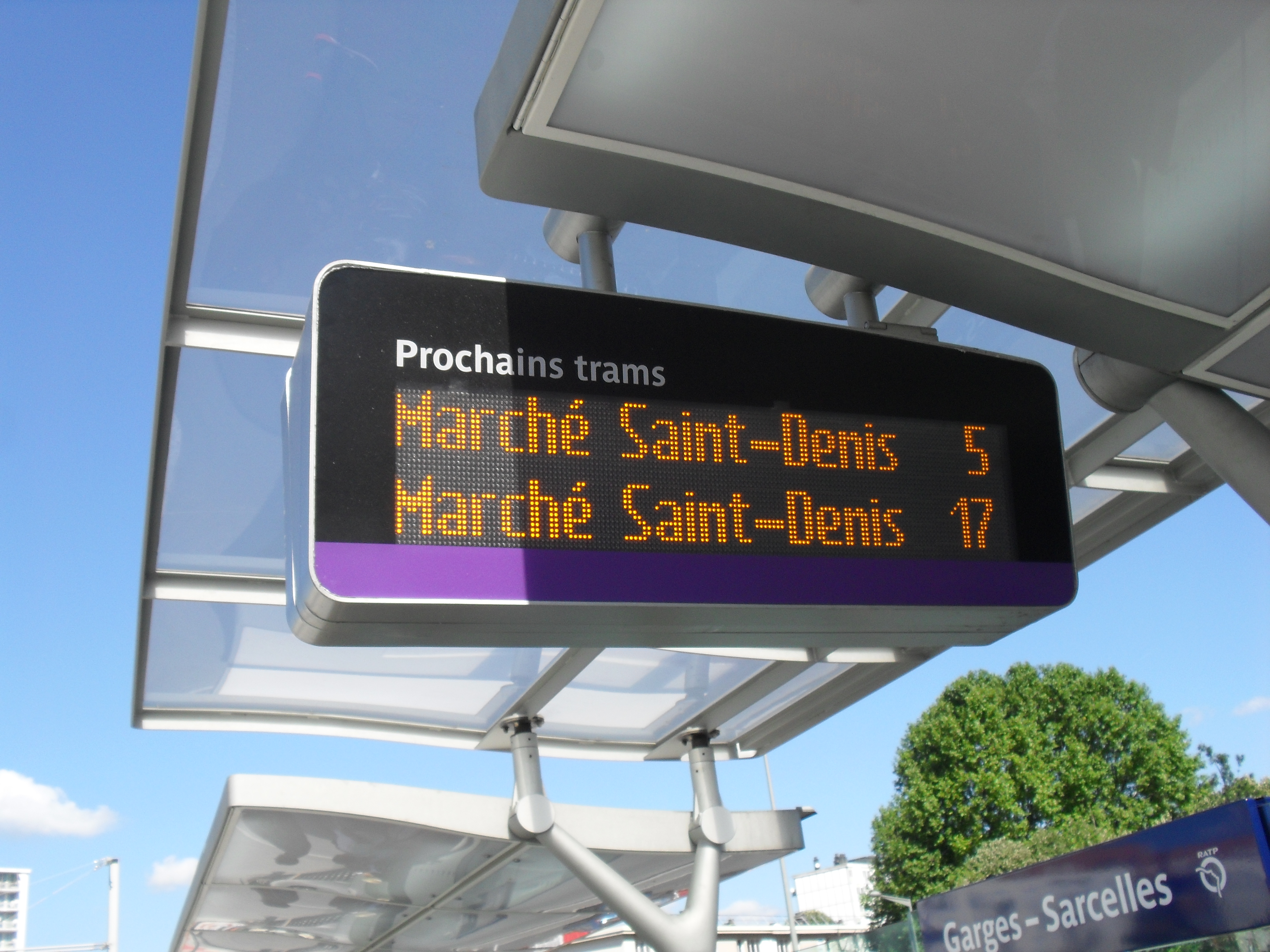
Le PCL alimente les bornes SIEL présentes en station. Ici, la borne SIEL du terminus Garges - Sarcelles, en août 2013.

La conduite des tramways de la ligne T5 est assurée par cinquante agents de conduite tramway. Les opérations classiques de contrôle sont réalisés par trois agents de contrôle. Les missions de prévention et de relations commerciales dans les rames et en stations sont assurées par sept agents dits du  « Nouveau Service Tramway ». Enfin, la ligne dispose de seize agents de sécurité, venant s’ajouter aux 1 170 agents de sécurité mis en place par la RATP et inscrits au contrat STIF/RATP[réf. nécessaire].

### Centre d'exploitation de la ligne
La ligne T5 est exploitée par un poste de commandement local (PCL) situé au sein du site de maintenance et remisage (SMR) de la ligne. Il permet d’assurer la régulation de la ligne, de fournir l’information aux voyageurs en temps réel, de visualiser les stations grâce aux caméras présentes sur les quais mais aussi de détecter la moindre anomalie dans le fonctionnement de la ligne.

### Tarification et financement
La tarification de la ligne est identique à celle en vigueur sur tout le réseau du tramway d'Île-de-France. Un ticket « bus-tram », qui remplace le ticket t+ au 1er janvier 2025, permet un trajet simple quelle que soit la distance, avec une ou plusieurs correspondances possibles avec les autres lignes de bus et de tramway pendant une durée maximale de 1 h 30 entre la première et dernière validation. En revanche, un ticket validé dans un bus ne permet pas d'emprunter le métro, ni le Transilien et le RER. Une exception existe à titre temporaire pour l'emprunt des T11 à T13, précédemment accessibles avec le billet origine-destination, où le ticket « métro-train-RER » est nécessaire.
Le financement du fonctionnement de la ligne (entretien, matériel et charges de personnel) est assuré par l'exploitant. Cependant, les tarifs des billets et abonnements dont le montant est limité par décision politique ne couvrent pas les frais réels de transport. Le manque à gagner est compensé par l'autorité organisatrice, Île-de-France Mobilités, présidée depuis 2005 par le président du Conseil régional d'Île-de-France et composé d'élus locaux. Elle définit les conditions générales d'exploitation ainsi que la durée et la fréquence des services. L'équilibre financier du fonctionnement est assuré par une dotation globale annuelle aux transporteurs de la région grâce au versement mobilité payé par les entreprises et aux contributions des collectivités publiques.

Logo de la ligne 5 du tramway pour Île-de-France Mobilités.

À la suite de la délibération du Conseil d'administration du Syndicat des transports d'Île-de-France (STIF, devenu Île-de-France Mobilités) du 22 novembre 2006, qui a approuvé la convention de financement, le coût de l'infrastructure est de 163 millions d'euros financés par : 
- le Conseil régional d'Île-de-France (116,7 M€, 71,5 %) ;
- l'État (28 M€, 17,2 %) ;
- le Conseil général du Val-d'Oise (16,3 M€, 10 %) ;
- la RATP (prêt bonifié du Conseil régional d'Île-de-France (2,1 M€, 1,3 %).

Le matériel roulant (52 M€) est financé par la RATP. Le Conseil général de la Seine-Saint-Denis finance par ailleurs les travaux connexes d'aménagement à hauteur de 40,238 millions d'euros.

### Trafic

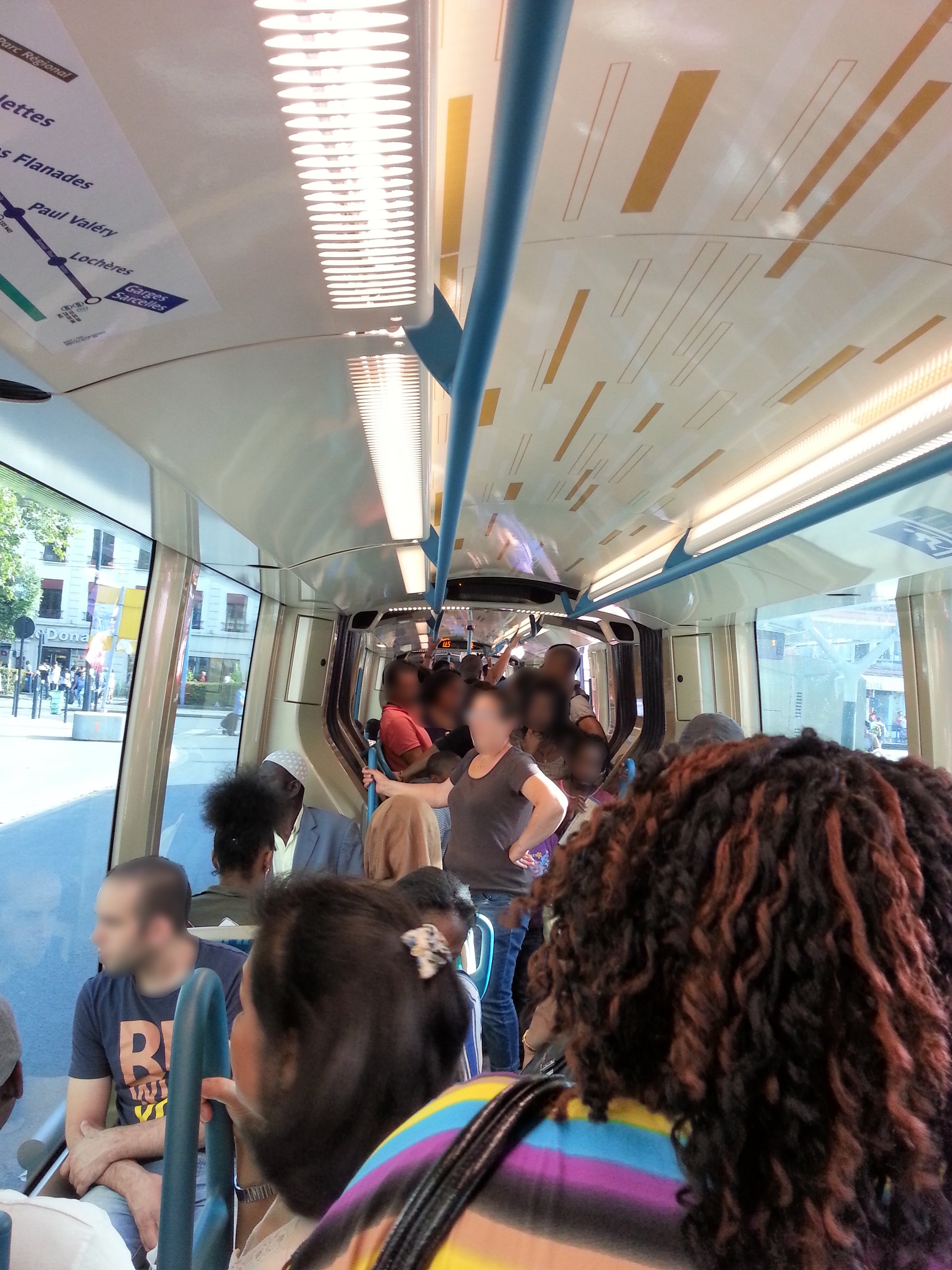
La ligne a vite trouvé ses usagers.
On voit ici une rame bien pleine, moins d'un mois après la mise en service de T5.

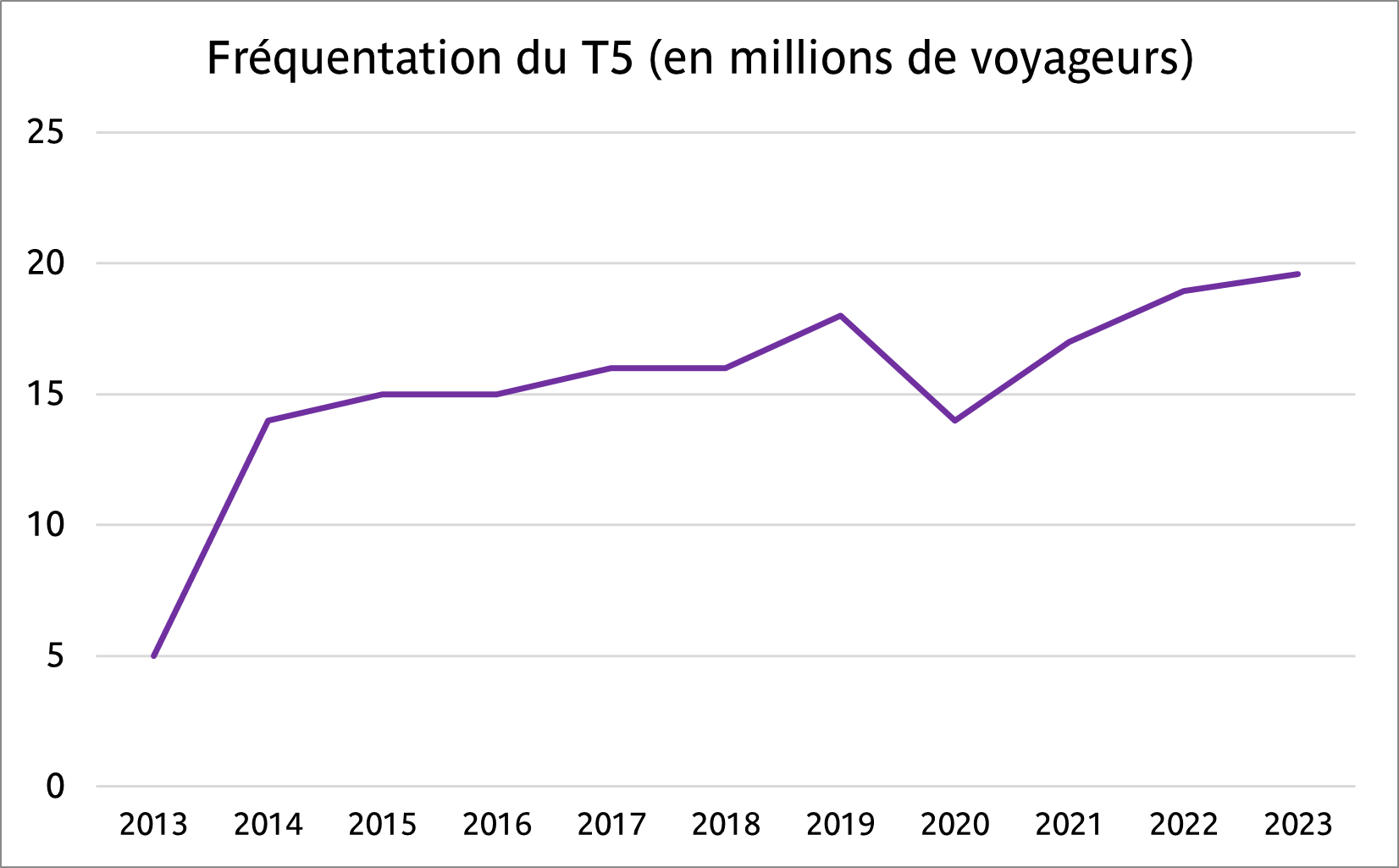
Fréquentation de la ligne 5 du tramway.

En 2010, les estimations de trafic de la ligne de tramway T5 prévoient de transporter 30 000 voyageurs chaque jour, pour un total annuel de 9 millions de voyages . L'année de l'inauguration, en 2013, la Région tablait sur 36 000 voyageurs quotidiens,. Son succès est immédiat dès l'été de sa mise en service avec déjà 22 000 voyageurs quotidiens en août 2013, l'affluence dépassant les capacités les jours de marché à Sarcelles et Saint-Denis. La tendance se confirme puisqu'en janvier 2014, 5 mois après sa mise en service, la ligne est déjà fréquentée par 44 000 voyageurs par jour. Les prévisions sont donc déjà dépassées d'au moins 22 %, ce qui est exceptionnel pour une nouvelle ligne de tramway. La fréquentation a continué à croître par la suite au fil des renforts de capacité pour atteindre 56 000 voyageurs quotidiens avant même l'arrivée des nouvelles rames.
Le retour d'expérience organisé en janvier 2015 par le STIF montre que les prévisions par secteur sont également démenties : la charge la plus forte n'est pas en direction de Saint-Denis le matin, mais le soir entre 17 h et 18 h en direction de Garges. La charge la plus forte n'est pas entre les stations Roger Semat et Guynemer, mais entre Marché de Saint-Denis et Baudelaire. Le trafic de cette ligne a la particularité d'être relativement constant toute la journée : hormis la pointe du soir (16 h-19 h avec 4 000 à 4 500 passagers par heure), la fréquentation oscille entre 2 500 et 3 500 passagers par heure toute la journée entre 7 h et 20 h. En janvier 2019, la mise en service de deux rames supplémentaires permet un nouveau renfort significatif.
| Années                            | 2013 | 2014 | 2015 | 2016 | 2017 | 2018 | 2019 | 2020 | 2021 | 2022 | 2023 |
| --------------------------------- | ---- | ---- | ---- | ---- | ---- | ---- | ---- | ---- | ---- | ---- | ---- |
| Nombre de voyageurs (en millions) | 5    | 14   | 15   | 15   | 16   | 16   | 18   | 14   | 17   | 19   | 20   |

## Prolongements évoqués
Le projet de SDRIF de septembre 2008 prévoyait le prolongement de la ligne à travers Garges-lès-Gonesse jusqu'au Triangle de Gonesse mais le projet de SDRIF approuvé en 2013 ne retient plus cette option. Le Conseil général du Val-d'Oise évoque son souhait d'un prolongement jusqu'à la zone aéroportuaire du Bourget, où s'installe Airbus Helicopters, souhait appuyé de nouveau en 2016 par la ville de Garges. En réponse à la question écrite du sénateur du Val-d'Oise Francis Delattre d'octobre 2014, le Gouvernement répond en mars 2017 qu'« à ce stade, le prolongement du tramway T5 vers Le Bourget n'est pas envisagé. Non inscrit au SDRIF 2030 arrêté en 2013, ce projet n'est pas identifié par l'actuel contrat de plan passé entre l'État et la région Île-de-France pour la période 2015-2020 » et renvoie vers les projets du T11 et du Grand Paris Express.
Les maires de Sarcelles et Stains ont défendu en mars 2015 le projet d'un prolongement du tramway jusqu'à la gare de Stains-La Cerisaie mise en service sur le T11, par la RD 125 via Garges-lès-Gonesse. En 2018, le maire de Stains modifie son projet pour demander la construction d'une nouvelle ligne de tramway, distincte du T5, entre Garges-Sarcelles et Saint-Denis - Université via Stains-La Cerisaie et le centre de Stains.

## Lieux desservis
La ligne T5 dessert, du nord au sud, les lieux suivants : 

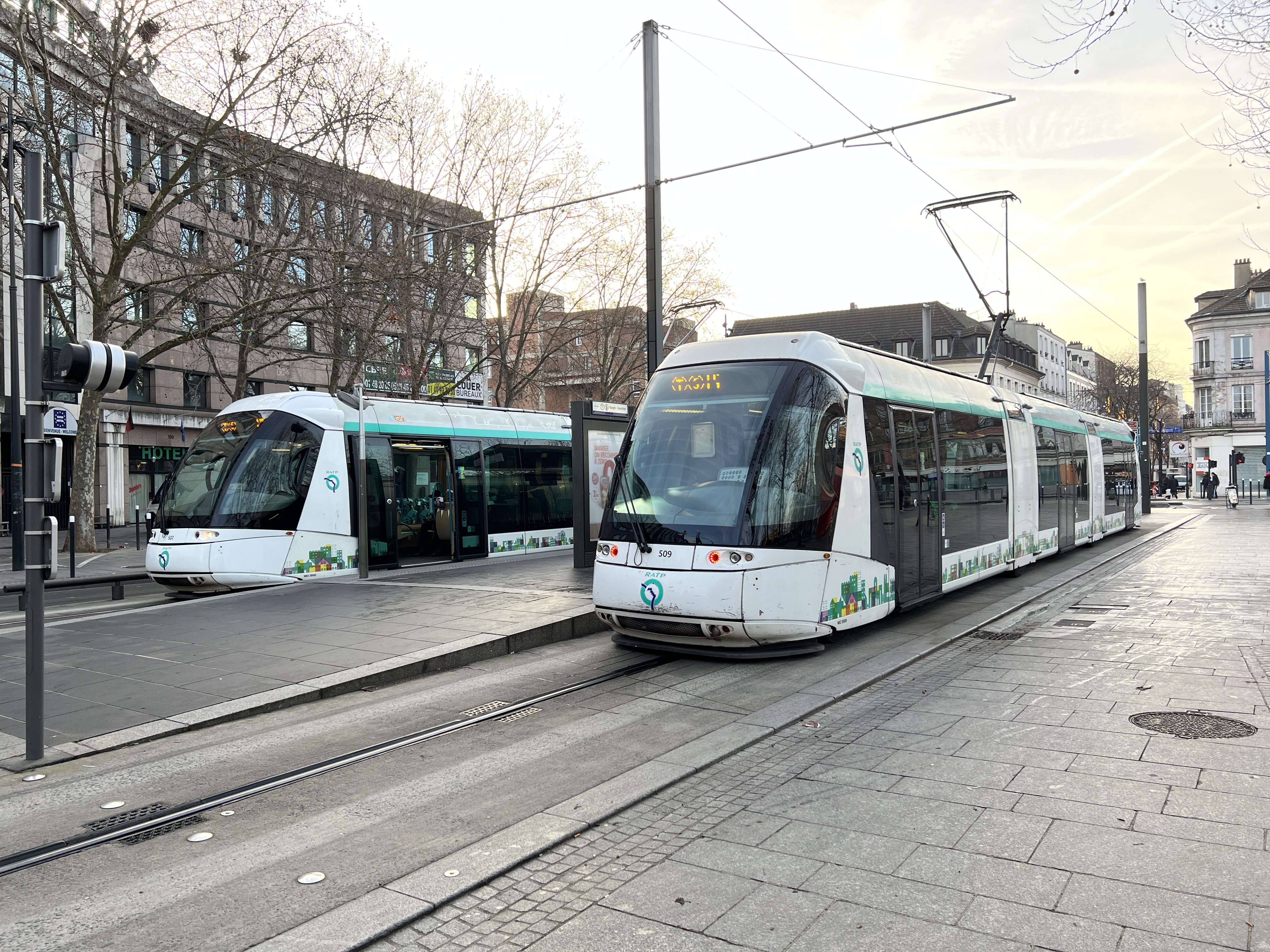
La station Marché de Saint-Denis qui dessert le marché du même nom.

- le centre sportif Nelson Mandela (station Paul Valéry) ;
- l'hôtel de ville de Pierrefitte-sur-Seine (station de Mairie de Pierrefitte) ;
- le marché de Saint-Denis (station Marché de Saint-Denis) .